# Rivalidad Federer-Nadal
Roger Federer y Rafael Nadal son dos tenistas profesionales que, según muchos críticos deportivos, poseyeron la mayor rivalidad deportiva registrada en el mundo del tenis.
Ambos mantuvieron los dos principales puestos del ranking del ATP Tour desde julio de 2005 hasta agosto de 2011, y son el único dúo de hombres que haya acabado cinco años consecutivos en la cima de la lista de clasificación. Federer ocupó el puesto n.º 1 durante un récord de 237 semanas consecutivas, a partir de febrero de 2004. Nadal, que es cinco años más joven, llegó al puesto n.º 2 en julio de 2005 y mantuvo dicho lugar un récord de 160 semanas consecutivas antes de superar a Federer el 18 de agosto de 2008. En consecuencia, Nadal ocuparía el puesto n.º 1 y Federer el n.º 2. Sin embargo, a partir del 6 de julio de 2009, Federer vuelve a ser el número 1 del mundo, tras vencer a Andy Roddick en la final de Wimbledon, convirtiéndose, además, en el jugador con más títulos de Gran Slam ganados, superando a Sampras, con 15 títulos tras Wimbledon 2009. Mientras tanto, Nadal bajó hasta llegar al cuarto puesto debido a las lesiones. El 6 de junio de 2010, Nadal retomó el puesto n.º 1 del ranking ATP, luego de haber ganado la final de Roland Garros ante Robin Soderling. En julio del mismo año, Nadal obtuvo también el título en Wimbledon venciendo en la final a Tomáš Berdych, y obteniendo por segunda vez el Channel Slam (Roland Garros - Wimbledon en un mismo año) tal y como lo había conseguido en 2008; Unas semanas más tarde Nadal volvía a hacer historia al completar el Golden Slam de la carrera al ganar el Abierto de EE. UU. ante Novak Djokovic. El 4 de julio de 2011, el serbio desplazó a Nadal del número 1 mundial al llegar a la final de Wimbledon, terminando un récord de 7 años en el cual Nadal y Federer se habían repartido el máximo escalafón del tenis mundial. El 9 de julio de 2012, Federer vuelve a ocupar el n.º 1 tras vencer a Andy Murray en la final de Wimbledon superando el récord de Pete Sampras de 285 semanas como número 1 y ganando su Grand Slam n.º 17, alejándose de los 11 títulos logrados por Nadal en ese momento. El propio Nadal bajaría al n.º 3 tras perder en segunda ronda ante el checo Lukáš Rosol. Federer perdió el número 1 a manos de Djokovic en noviembre de 2012 tras no presentarse al Masters de París, donde defendía el título, mientras que Nadal bajó hasta el puesto 4 cuando Andy Murray ganó el Abierto de EE. UU., ya que Nadal decidió no jugar el resto de la temporada desde la derrota con Rosol en Wimbledon. Nadal recupera el Num. 1 el 7 de octubre de 2013 al llegar a la final del Torneo de Pekín mientras que Roger bajó hasta la séptima posición debido a los malos resultados. Por su parte, Nadal cedería nuevamente el n.º 1 tras la victoria de Djokovic sobre Federer en 5 sets en Wimbledon 2014. Tras un periodo de lesiones y malos resultados, ambos resurgieron en 2017. Federer comenzó llevando ventaja a Nadal, al vencerlo sucesivamente en las finales de Australia y Miami y los octavos de Indian Wells, pero sería Nadal quién volviera a recuperar el primer puesto tras las renuncias de Murray y Federer a jugar el Másters 1000 Cincinnati. El 11 de octubre de 2020, Nadal igualó a Federer en el número de Grand Slam ganados (20) al vencer en 3 sets a Djokovic en la final de Roland Garros; el 30 del enero el español supera a ambos jugadores al ganar el Abierto de Australia, por lo que llegó a los 21 Majors.
Nadal lidera la serie de encuentros personales con 24 partidos ganados y 16 perdidos. Puesto que la determinación de las cabezas de serie de los torneos se efectúa en función del ranking, 15 de sus encuentros se produjeron en finales, incluido el récord histórico de más encuentros en finales de Grand Slam, 9, de los cuales Nadal ganó 6, (igualado por Nadal-Djokovic en 2020).
En lo que se refiere a los partidos de Grand Slam, se puede destacar que en 2005 se enfrentaron por primera vez en la semifinal de Roland Garros. Durante tres años consecutivos, 2006–2008, se disputaron las finales tanto de Roland Garros como de Wimbledon. Luego, en 2009, se enfrentaron en la final de Australia, en 2011 en la final de Roland Garros y en 2017 en la final de Australia; entre otras semifinales de Grand Slam; el encuentro de Wimbledon 2008 ha sido aclamado como el mejor partido de tenis de la historia por muchos experimentados analistas de tenis.
El campeonato en el que más veces se enfrentaron es Roland Garros, donde Nadal lidera la serie 6-0 y la superficie en la que más veces se enfrentaron es la dura, con 20, en los que Federer lidera la serie 11-9.
Con esto dicho, con el retiro del helvético en 2022 la rivalidad terminó en 2019 en el Campeonato de Wimbledon en las semifinales, con victoria del suizo.
Existen varios otros aspectos significativos en esta rivalidad:
- Entre Federer y Nadal acumulan 8 récords absolutos o compartidos: Roland Garros, Wimbledon, Indian Wells, Montecarlo, Roma, Madrid, Cincinnati y ATP500. (4 de Nadal y 4 de Federer)
- Desde Roland Garros 2005 hasta Roland Garros 2011, Federer y Nadal ganaron 22 de 25 Grand Slam posibles (12 de Federer y 10 de Nadal).
- Federer y Nadal ganaron 11 títulos de Grand Slam consecutivos entre Roland Garros 2005 hasta el Abierto de EE. UU. 2007.
- Federer y Nadal nunca fueron derrotados por un tercer jugador en una final de Grand Slam hasta el Abierto de EE. UU. 2009 y Wimbledon 2011 respectivamente.
- Federer impidió que Nadal ganara el Torneo de Maestros y los Masters de Miami y Shanghái.
- Nadal impidió que Federer ganara los Masters de Montecarlo y Roma.
- No sólo que ambos poseen récords por victorias consecutivas en una superficie en la Era Abierta –Federer tanto en césped (65) como en duras (56); Nadal en arcilla (81)– sino que las tres rachas fueron interrumpidas por el otro.

## Historia

### 2004: Miami
Roger Federer y Rafael Nadal jugaron su primer encuentro en marzo de 2004, en la tercera ronda del Masters de Miami. Durante los nueve meses anteriores, Federer se había establecido como el nuevo rey del tenis mundial después de haber ganado dos Grand Slam y conquistar la cima del ranking ATP en febrero al convertirse en el n.º 1 del mundo, a la edad de 22 años. En su primer duelo, un Nadal semi-desconocido, de tan sólo 17 años y clasificado n.º 34, sorprendió al mundo del tenis derrotando a Federer por doble 6-3 en 1 hora y 10 minutos, ganando el primer duelo entre ellos y la vez quedando arriba en el head to head por 1-0.

### 2005: Miami y Roland Garros
En 2005 se enfrentaron 2 veces una en pista dura y la otra en arcilla, en Miami y Roland Garros con triunfos de Federer y Nadal, respectivamente
Su segundo enfrentamiento ocurrió un año después, nuevamente en Miami, pero esta vez en la final a cinco sets. Al momento del encuentro, Federer había sido el n.º 1 del mundo por más de un año. Mientras que Nadal, todavía un joven prometedor y clasificado n.º 31, llegaba a la final siendo considerada una sorpresa para muchos expertos. El tenista ibérico ganó fácilmente los dos primeros sets por 6-2 y 7-6(4) preparándose para sorprender al mundo nuevamente, pero Federer presentó su gran talento y se recuperó al ganar el tercer set en la muerte súbita por 7-5 y los dos sets restantes por un fácil 6-3 y 6-1 en 3 horas y 43 minutos, ganando la 18.ª final consecutiva de su carrera empatando el historial uno a uno. A pesar de la derrota, muchos expertos consideran este partido como el punto de inflexión en la carrera de Nadal, de hecho, en unos pocos meses, el tenista de Manacor logrará una serie de victorias que pronto lo llevarían a ascender en la clasificación al número 2 del mundo.
Volvieron a jugar dos meses después en las semifinales de Roland Garros 2005. Este fue su primer encuentro sobre tierra batida y además primer enfrentamiento en Grand Slam, y era mucho lo que estaba en juego. Federer con 23 años necesitaba el título para completar el Grand Slam carrera, puesto que ya había ganado los otros 3 Slams. Pero Nadal había surgido como un especialista en canchas de arcilla tras haber obtenido la victoria en 5 torneos y 17 partidos consecutivos hasta llegar al Grand Slam parisino, venció a Federer por 6-3, 4-6, 6-4 y 6-3 en tres horas de partido, quedando el frente a frente a favor de Nadal por 2-1, para luego coronarse con su primer Grand Slam. Ésta se convirtió además en la primera de cuatro ocasiones consecutivas en que Nadal se impuso a Federer en Roland Garros.
Aunque no volvieron a encontrarse en 2005, ambos establecieron en la práctica un duopolio sobre la competencia masculina, ganando 3 de los 4 Grand Slam y 8 de los 9 Masters Series. Federer y Nadal obtuvieron 11 títulos, incluido el récord compartido de cuatro Masters Series alcanzados en una sola temporada. Federer logró su tercer título consecutivo en Wimbledon y su segundo en el US Open. También consiguió 35 victorias consecutivas durante la segunda mitad del año, extendiendo el récord de su racha positiva en finales de torneos a 24, pero ambos logros fueron interrumpidos cuando perdió la final de la Masters Cup (tan sólo el cuarto partido que perdía en el año). Nadal se convirtió en el n.º 2 del mundo en julio, ganó ocho títulos sobre tierra batida y terminó el año con una racha ganadora de 36 partidos en arcilla.

### 2006: Dubái, Montecarlo, Roma, Roland Garros, Wimbledon y Tennis Masters Cup
En 2006, Federer y Nadal jugaron entre sí en seis ocasiones. Nadal ganó las primeras cuatro, a partir de la final del ATP 500 de Dubái en febrero por 2-6, 6-4 y 6-4. Esto puso fin al récord de Federer de 56 partidos consecutivos ganados sobre canchas duras en la Era Abierta (el tenista suizo venía de conquistar Doha y el Abierto de Australia), y también la primera derrota de Federer en el año. Sin embargo, el suizo se recuperó y ganó su tercer Masters de Indian Wells consecutivo y su segundo Masters de Miami, pero en ambos torneos no se enfrentaron.
A continuación comenzó la gira de tierra batida europea, donde Nadal siguió con su dominio y venció a Federer en las finales de los Masters de Montecarlo (6-2, 6-7(2), 6-3 y 7-6(5) en cuatro horas), Roma, y Roland Garros, en lo que fue su primera final de Grand Slam. La final de Roma fue una batalla épica de 5 horas y 5 minutos donde Federer llegó a liderar el encuentro por 4-1 en el quinto set, luego tuvo 2 de campeonato con el servicio de Nadal en 5-6 en el quinto set, pero no logró concretarlos. Federer luego lideró 5-3 la muerte súbita del quinto set, pero Nadal ganó los siguientes cuatro puntos para revalidar el título ganando por (0)6-7, 7-6(5), 6-4, 2-6 y 7-6(5) en 5 horas y 5 minutos, siendo este partido el más largo que Federer y Nadal hayan disputado. Además estirando su diferencia en el Head to Head a 5-1 en el general y 3-0 en arcilla.

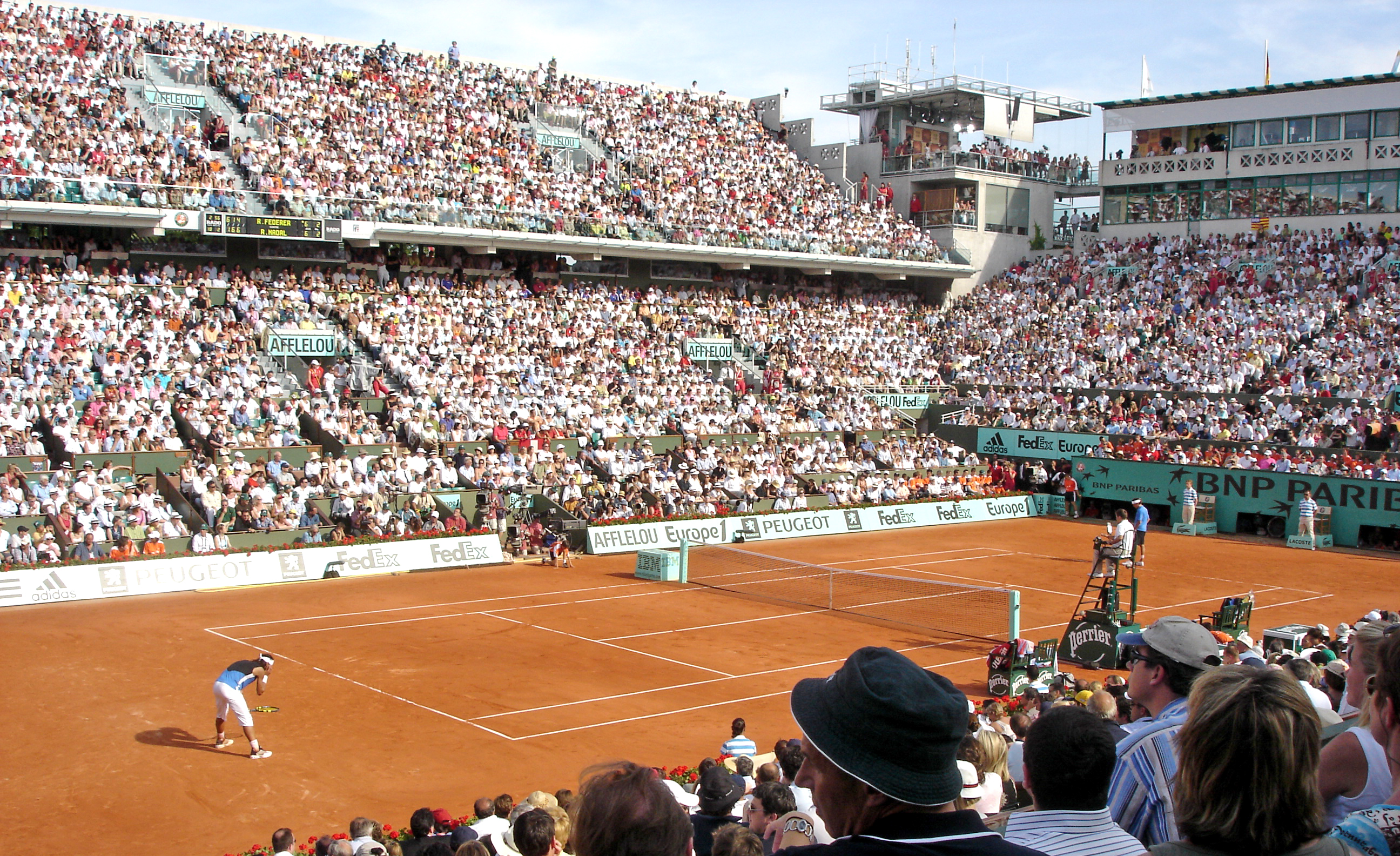
Imagen de la final entre Rafael Nadal y Roger Federer en Roland Garros 2006.

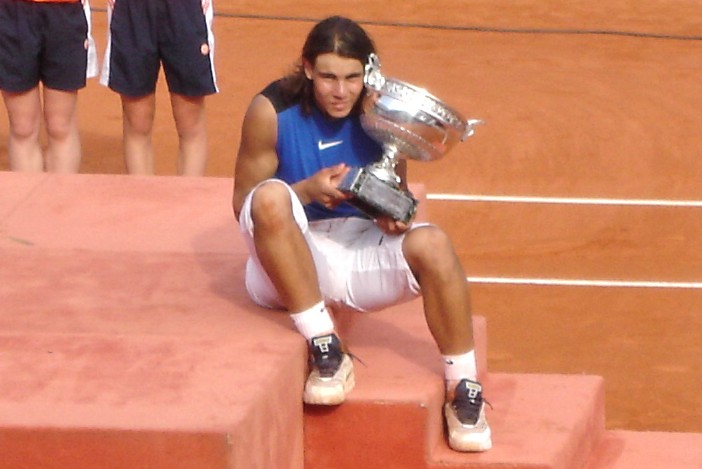
Nadal posando con su segundo Roland Garros tras vencer a Federer en la final.

Con su título, Nadal empató el récord en la Era Abierta de triunfos consecutivos sobre arcilla. Más tarde, el español rompió dicho récord gracias a su victoria en la 1.ª ronda de Roland Garros. Ya en la final, Federer ganó el primer set rápidamente por 6-1, pero luego Nadal respondió y ganó los 3 siguientes sets por 6-1, 6-4 y 7-6(4) en 3 horas de partido para obtener su 2.º Abierto de Francia y quedar 4-0 a favor en arcilla. Esta fue su 14.ª victoria consecutiva en una final, por la que alcanzó el segundo puesto en el récord en esta categoría en la Era Abierta (el 1r puesto lo ocupa Federer con 24) y por último igualó el récord de 54 triunfos consecutivos de Guillermo Vilas en tierra batida, ampliándolo a 60 y confirmando a la vez que es el mejor jugador del mundo en esta superficie.

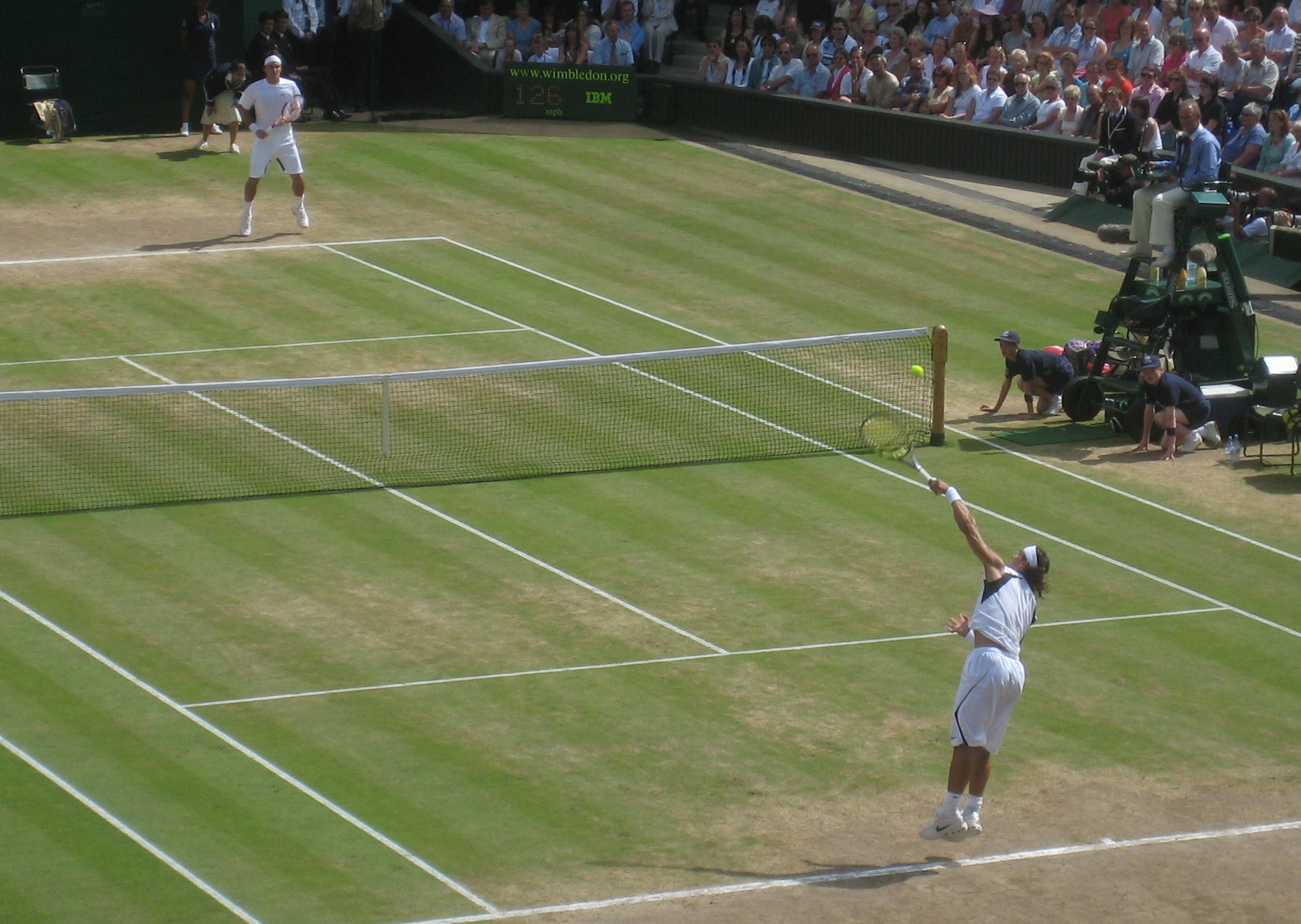
Rafael Nadal sirviendo en la final de Wimbledon 2006.

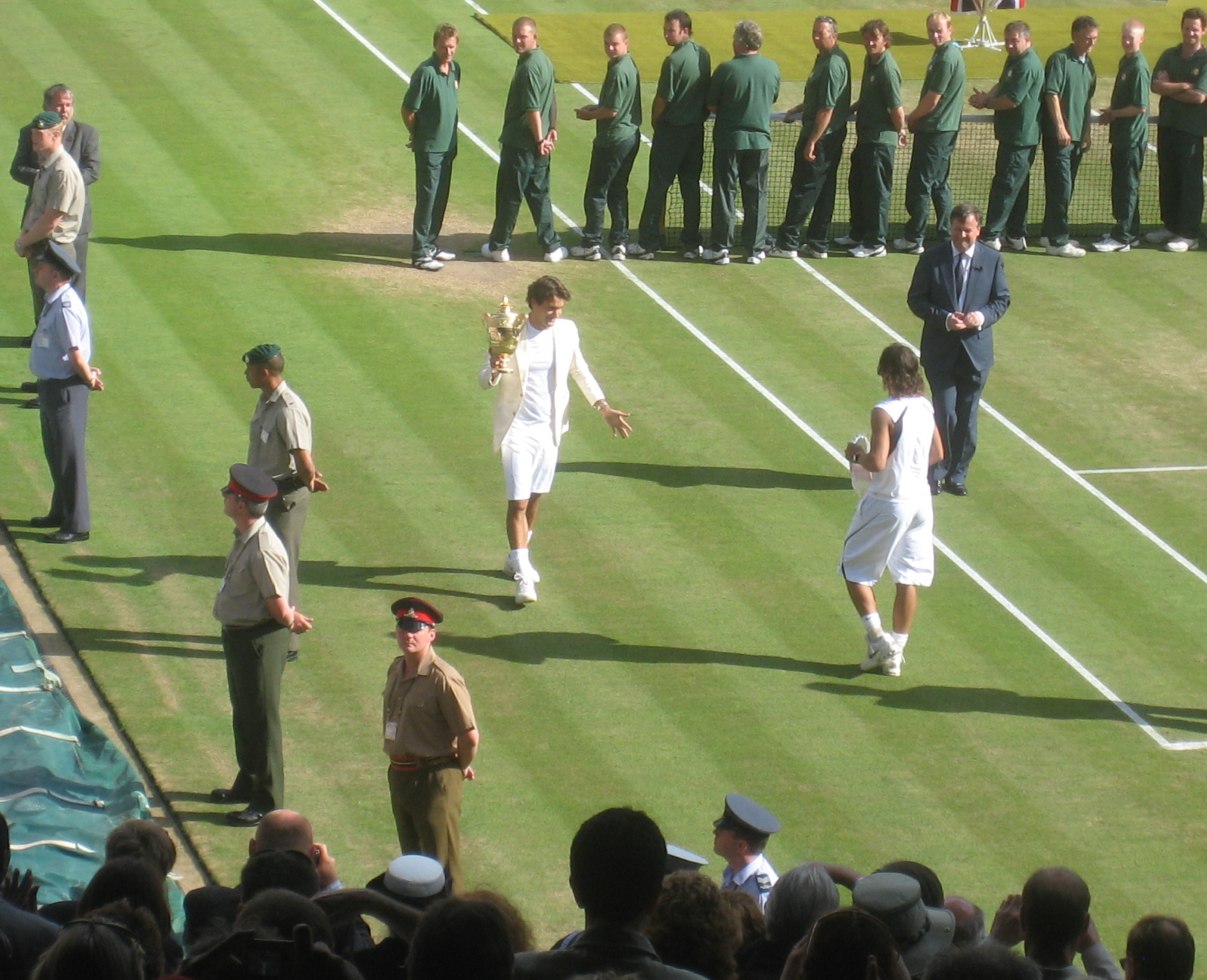
Roger Federer levantando el título de Wimbledon 2006 tras vencer a Nadal en la final.

Un mes más tarde, volvieron a enfrentarse durante la final de Wimbledon 2006, que fue su primer encuentro sobre césped. La llegada de Nadal a la instancia final fue toda una sorpresa, ya que la mayoría de los analistas de tenis lo consideraban un especialista en canchas de arcilla y por eso muchos comenzaron a compararlo con Björn Borg Por otro lado, Federer había roto el récord de partidos ganados en forma consecutiva sobre césped en la Era Abierta al triunfar en la primera ronda. Federer cumplió las expectativas al conseguir su cuarto título consecutivo de Wimbledon en cuatro sets, poniendo fin además a su racha de cinco partidos perdidos contra Nadal, ganando por 6-0, 7-6(5), 6-7(2) y 6-3 en 2 horas y 58 minutos.
Su último partido disputado del año fue en una de las semifinales de la Masters Cup. Federer logró la victoria por un estrecho 6-4 y 7-5, luego ganó el título por tercera vez en cuatro años. En ese momento, el historial de encuentros personales tenía a Nadal como líder por 6-3 y en el año 2006 fue también para Nadal 4-2.
Por segundo año consecutivo, Federer y Nadal volvieron a dominar el circuito masculino, alzándose esta vez con los 4 Grand Slams (3 Federer y 1 Nadal) y manteniendo los primeros dos puestos de la lista de clasificación durante toda la temporada. Federer tuvo su mejor año como tenista, estableciendo el récord histórico por mayor cantidad de puntos del ranking (siendo superado por Novak Djokovic en 2015) tras haber logrado 12 títulos, incluidos 3 Grand Slams, la Masters Cup y 4 Masters Series. Ganó 92 de los 97 partidos que disputó, con 12 títulos incluidos y cerró el año con una racha de 29 encuentros ganados a lo largo de cinco títulos. Sin embargo, de las cinco ocasiones en que perdió un partido, cuatro fueron contra Nadal, quien terminó la temporada como el campeón invicto sobre tierra batida.
Es importante destacar que, tras 2006, la ATP decidió poner fin a los partidos a 5 sets de las finales de Masters Series. Esto se debió en parte a que tanto Federer como Nadal no se presentaron al Masters de Hamburgo porque el torneo comenzó el día siguiente a su extenuante partido de 5 horas en Roma. De este modo, sus encuentros posteriores al mejor de 5 sets ocurrieron todos en torneos de Grand Slam.

### 2007: Montecarlo, Hamburgo, Roland Garros, Wimbledon y Tennis Masters Cup
Nadal y Federer se enfrentaron 5 veces durante 2007 con un balance de 3 victorias para Federer y 2 para Nadal. Este es el primer año en que Federer gana el "Head to Head" en enfrentamientos directos, lo que limita la ventaja de Nadal en el H2H a 8-6.
Federer comenzó el año donde lo había dejado en 2006, extendiendo su racha ganadora a 41 partidos, su récord personal. Se impuso a sus adversarios camino a su tercer título en el Abierto de Australia, y se convirtió en el primer hombre en ganar un Grand Slam sin perder un set desde Björn Borg en 1980. Luego obtuvo su séptimo título consecutivo al ganar el Torneo de Dubái por cuarta vez en cinco años. Sin embargo, su racha de partidos ganados acabó sorpresivamente en marzo cuando fue derrotado tempranamente en las primeras rondas de Indian Wells y Miami. Nadal tuvo mejor suerte en Indian Wells, donde ganó el quinto título en pista dura de su carrera.

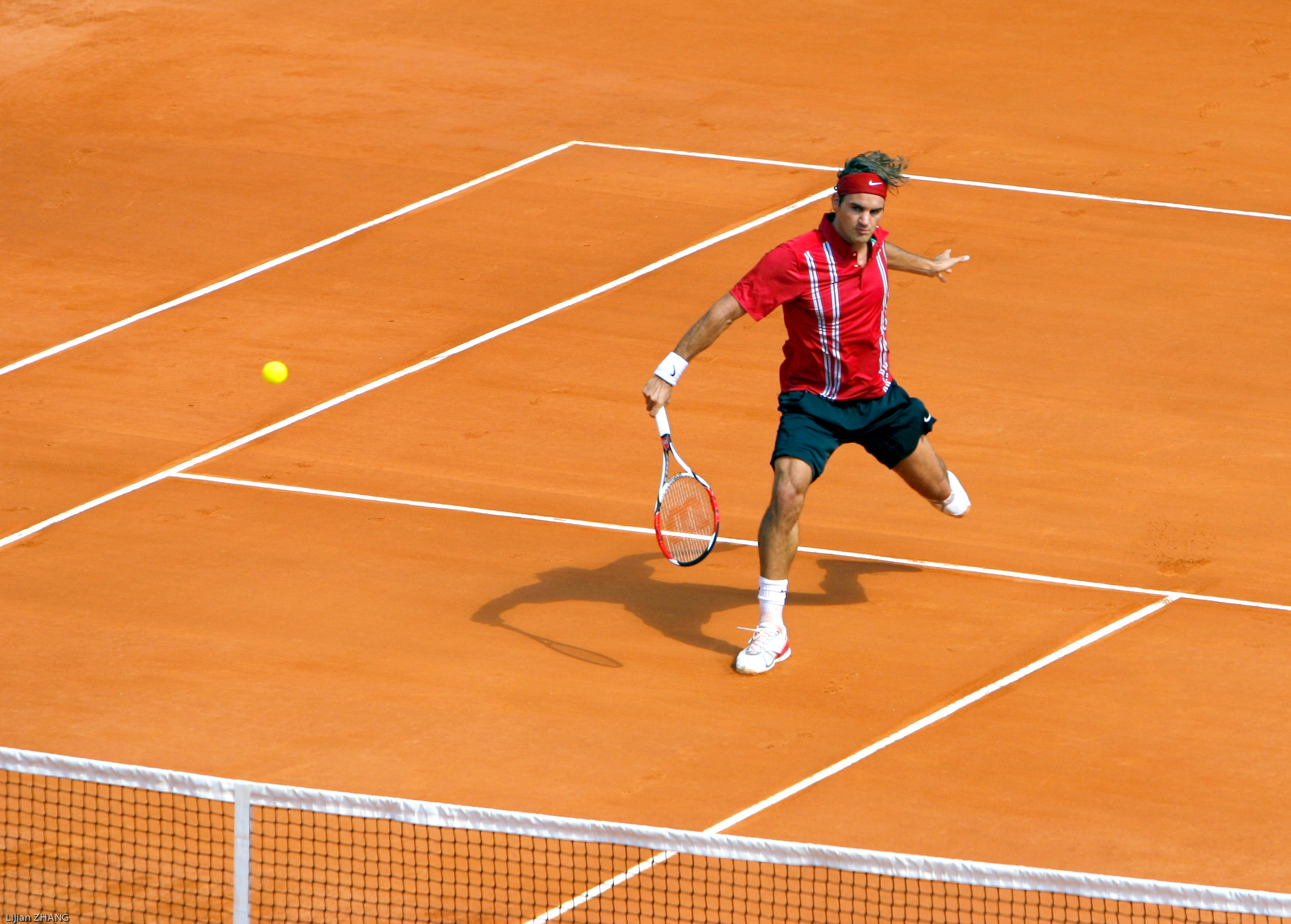
Federer durante la final de Montecarlo.

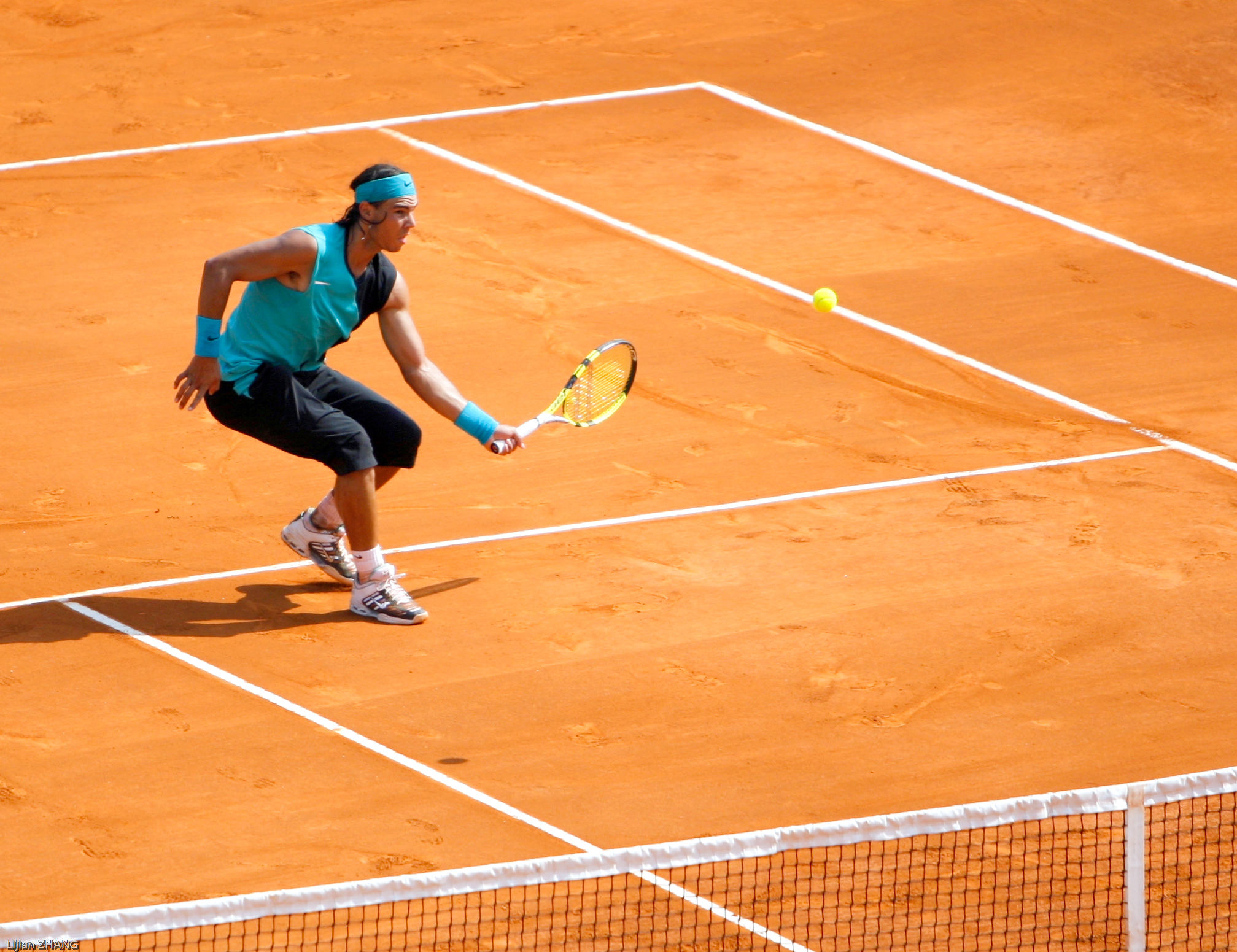
Nadal durante la final de Montecarlo.

Luego empezó la temporada sobre tierra batida y, por segunda vez consecutiva, Federer y Nadal jugaron tres finales. Nadal logró quedarse con el primer encuentro en sets corridos por doble 6-4 y ganar su tercer título consecutivo en Montecarlo. Pocas semanas más tarde, volvieron a encontrarse por primera vez en el Masters de Hamburgo. Nadal llegaba de una racha de 81 victorias seguidas sobre arcilla, que abarcaban dos años de competencia, pero Federer consiguió vencerlo por primera vez en esta superficie, se fueron al tercero tras ganar el primero Nadal y el segundo Federer por 6-2 respectivamente, sorprendentemente Federer superó a Nadal por 6-0 en el decisivo tercer set en casi 2 horas de partido.
El siguiente torneo fue Roland Garros siendo esta su segunda final consecutiva entre ambos en el Grand Slam parisino, donde Nadal se alzó con la victoria por 6-3, 4-6, 6-3 y 6-4 en tres horas y 10 minutos logrando su muy esperada revancha producto de lo ocurrido en Hamburgo hacía 3 semanas atrás; Nadal obtuvo su tercer título consecutivo del torneo. Federer desaprovechó 16 de las 17 oportunidades que tuvo de quebrar el saque del español, incluidas 10 en el primer set.
Sus últimos dos choques en 2007 también fueron repeticiones del 2006: la final de Wimbledon y semifinal de la Masters Cup. Federer ganó nuevamente ambos partidos, aunque esta vez la final de Wimbledon fue mucho más ajustada: Luego de que Federer ganara el primer y tercer set por tiebreaks, Nadal se impuso en el cuarto, lo que provocó que el suizo perdiese su tranquilidad característica y tuviese una desagradable disputa con el juez de silla acerca del sistema Ojo de Halcón. Nadal siguió presionando durante el quinto set y logró dos puntos de quiebre (15-40) en el tercer y el quinto juego; sin embargo, el servicio de Federer consiguió salvar las cuatro oportunidades de quiebre. A continuación, el suizo quebró el saque del español en el sexto juego y arrasó en los juegos restantes, ganando con un marcador final de 7-6(7), 4-6, 7-6(3), 2-6 y 6-3 en 3 horas y 45 minutos en un partido que fue elogiado casi universalmente como la mejor final de Wimbledon desde la final Borg-McEnroe en 1980; esto le sirvió para alzarse con su quinto título consecutivo en Wimbledon y empatar el récord de Borg en la Era Abierta.
En su último duelo del año, llegaban empatados 2-2 en cuatro duelo durante 2007 por lo que la semifinal de la Tennis Masters Cup 2007 iba a desequilibrar la balanza a favor de uno de los dos, Federer ganó con contundencia por 6-4 y 6-1 en menos de una hora (59 minutos), siendo este partido el de menos duración en la rivalidad y con el suizo sacando distancia de 4-2 en pista dura y dejando el frente a frente 6-8 todavía favorable a Nadal, pero el suizo quedando a tan solo dos triunfos, además el suizo ganó este torneo por cuarta vez en cinco años.
Al igual que en 2006, ambos mantuvieron los primeros dos puestos del ranking durante todo el año y ganaron los cuatro Grand Slams (Nuevamente 3 para Federer y 1 para Nadal). Además, Federer logró el récord de ganar tres Slams por tercera vez en cuatro años, incluido el récord en Era Abierta de conseguir el título del Abierto de los Estados Unidos por cuarta vez consecutiva. Mientras que Nadal siguió con su dominio sobre tierra batida, ganando cinco títulos en seis participaciones.
El único trastorno potencial al estado de las cosas fue el surgimiento de Novak Djokovic como fuerte n.º 3 del mundo. El serbio subió en el ranking tras derrotar a los mejores tres tenistas uno atrás del otro en el Masters de Canadá. Sin embargo, en la final del Abierto de los Estados Unidos contra Federer, desperdició siete puntos para set y acabó perdiendo en sets corridos.

### 2008: Montecarlo, Hamburgo, Roland Garros y Wimbledon
Federer y Nadal se enfrentaron en cuatro ocasiones en 2008, y el español ganó todas ellas, ampliando su ventaja en cuanto a encuentros personales a 12-6. Además, Nadal reemplazó a Federer como n.º 1 del mundo en agosto, poniendo fin al récord de cuatro años y medio del reinado de Federer.
Los primeros tres meses de la temporada los dos mejores tenistas sufrieron la amenaza de Novak Djokovic y sus continuos triunfos. En enero, el serbio obtuvo su primer título de Grand Slam en el Abierto de Australia, tras derrotar a Federer en una de las semifinales. Este fue el primer Grand Slam que no contó con la participación de ninguno de los dos primeros tenistas del ranking desde el Abierto de Australia 2005 (Jo-Wilfried Tsonga venció a Nadal en la otra semifinal), lo que puso fin a su récord histórico conjunto de 11 títulos consecutivos. Luego, Djokovic ganó el Masters de Indian Wells y se aproximó al español en la disputa por el n.º 2 del ranking. Sin embargo, Nadal lo mantuvo a raya al llegar a la final del siguiente torneo, celebrado en Miami, además de continuar con su dominio sobre arcilla (incluidos triunfos sobre Djokovic en Hamburgo y Roland Garros). El desempeño de Federer decayó a principios del año y más tarde reveló que en diciembre de 2007 había enfermado de mononucleosis. A pesar de ello, el suizo volvió a estar en buena condición física para la temporada de primavera.
Por tercer año consecutivo, Federer y Nadal disputaron tres finales en la gira de tierra batida europea. Nadal superó a Federer en Montecarlo por tercera ocasión por doble 7-5, adueñándose de su cuarto título consecutivo del torneo y marcando un récord en la Era Abierta. El tenista español obtuvo la victoria en sets corridos pese a que Federer tuvo una ventaja de 4-0 en el segundo. Semanas después, Nadal se desquitó por su único fracaso ante Federer sobre arcilla, venciéndolo por 7-5, 6-7(3) y 6-3 en 2 horas y 52 minutos para así lograr su primer título en Hamburgo.
Finalmente, ambos se enfrentaron por tercera vez consecutiva en la final de Roland Garros. Sin embargo, este pudo ser su partido más disparejo, ya que el español perdió únicamente cuatro juegos y se impuso a Federer por 6-0 en el decisivo tercer set (algo que nadie conseguía desde junio de 1999), ganando por 6-1, 6-3 y 6-0 en solo 1 hora y 48 minutos de juego, siendo este uno de los resultados más contundentes en una final de Grand Slam. Nadal logró alzarse con su cuarto título consecutivo en el Abierto de Francia, igualando así el récord de todos los tiempos establecido por Björn Borg, algo que incluso consiguió sin perder ningún set.

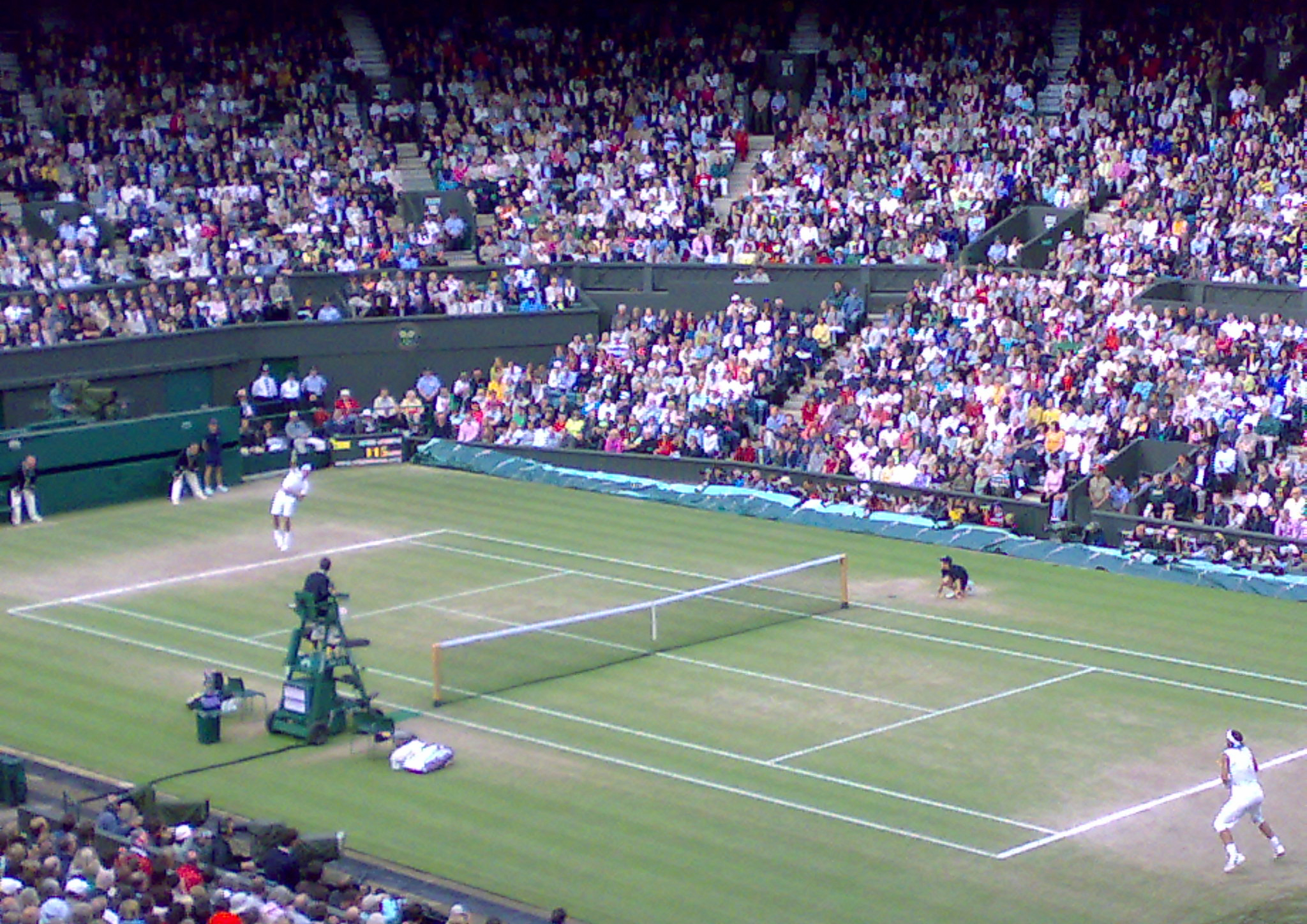
Federer saca contra Nadal en la final de Wimbledon 2008. En aquel partido Nadal se llevaría el título en un partido muy dramático de 5 sets.

Los mejores tenistas del ranking volvieron a cruzarse en la final de Wimbledon, nuevamente por tercer año consecutivo, en uno de los partidos más esperados. Nadal llegaba con una racha ganadora de 23 partidos, incluido su primer título en césped obtenido en Queen's Club. Federer también estaba de racha ya que había ganado su quinto título en el césped de Halle sin tener que enfrentar ningún punto de quiebre y, además, llegaba a la final de Wimbledon sin perder ningún set. Sin embargo, a diferencia de sus dos finales anteriores en Wimbledon, Federer ya no era el favorito indiscutido, y muchos analistas se inclinaban en favor de Nadal. Nadal se llevaría los dos primeros sets por 6-4, luego Federer estiraria el tercero a una muerte súbita ganándolo por 7-5, en el cuarto set Nadal tuvo punto de campeonato en la muerte súbita, pero Federer se la terminó llevando por un dramático 10-8, en medio de demoras por lluvia, estos tenistas jugaron la segunda final más larga en la historia de Wimbledon (4 horas y 48 minutos, y sumando los dos parones por lluvia el partido tuvo una duración total de más de 7 horas), y finalmente el español obtuvo el título tras ganar por 9-7 en el quinto set casi en la oscuridad de la noche. Varios comentaristas de tenis consideran a este partido el mejor de la historia. Al ganar su primer título de Wimbledon, Nadal se convirtió en el primer hombre desde Borg en 1980 en ganar Roland Garros y Wimbledon en una misma temporada. Además, el español puso fin al récord de Federer de cinco títulos consecutivos en Wimbledon y 65 partidos ganados sobre césped.
Luego de Wimbledon, Nadal mantuvo su nivel de juego y amplió su racha ganadora a 32 partidos, la mejor de su carrera hasta el momento. También ganó su segundo Masters de Canadá, y luego avanzó hasta las semifinales del Masters de Cincinnati. Federer, por otro lado, perdió en las primeras rondas de ambos torneos. El resultado de estos hechos fue que Nadal alcanzó el n.º 1 del ranking el 18 de agosto, acabando de manera oficial con el reinado de Federer, que se había prolongado durante un récord de 237 semanas consecutivas, casi cuatro años y medio.
A continuación, Nadal reforzó su clasificación como n.º 1 ganando la medalla de oro del Pekín 2008 y llegando a las semifinales del Abierto de los Estados Unidos por primera vez. Mientras, Federer perdió el partido de cuartos de final de individuales de los Juegos Olímpicos, aunque obtuvo la medalla de oro en dobles junto a Stanislas Wawrinka. Luego, Federer consiguió su quinto título consecutivo en el Abierto de los Estados Unidos, convirtiéndose en el primer hombre en ganar dos Grand Slams distintos cinco veces consecutivas cada uno. Tanto Nadal como Federer vencieron a Djokovic, aún n.º 3 del mundo, en las semifinales de sus respectivos logros.
Ambos tenistas marcaron un nuevo récord al quedarse por cuarto año consecutivo con los primeros dos puestos de la lista de clasificación; además, nuevamente obtuvieron tres de los cuatro títulos de Grand Slam. Nadal tuvo el mejor año de su carrera, adueñándose del puesto n.º 1 después de mantener el n.º 2 por un tiempo récord de 160 semanas consecutivas. Si se toman en cuenta los cuatro años anteriores de dominio absoluto e indiscutido, el desempeño general de Federer disminuyó, ya que sólo ganó un Grand Slam (algo que no ocurría desde 2003) y fracasó en obtener un título de Masters Series o la Masters Cup (primera vez desde 2001). Sin embargo, su juego fue lo suficientemente bueno para mantenese delante de Djokovic por un pequeño margen y terminar el año como n.º 2.

### 2009: Abierto de Australia y Madrid
Federer y Nadal se enfrentaron dos veces en 2009, con una victoria para cada uno.

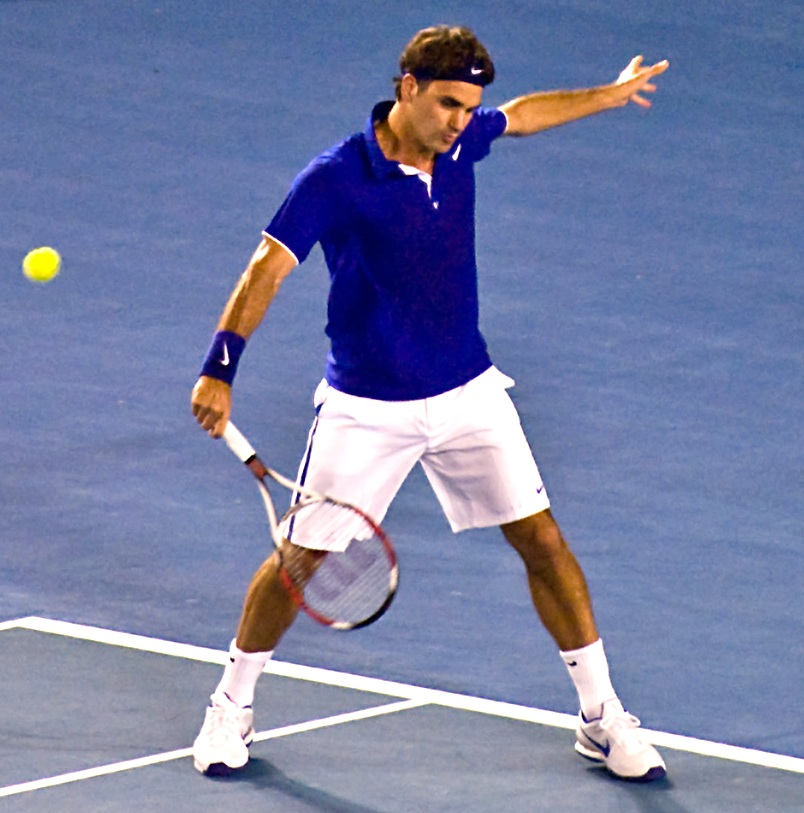
Federer durante la final de Australia.

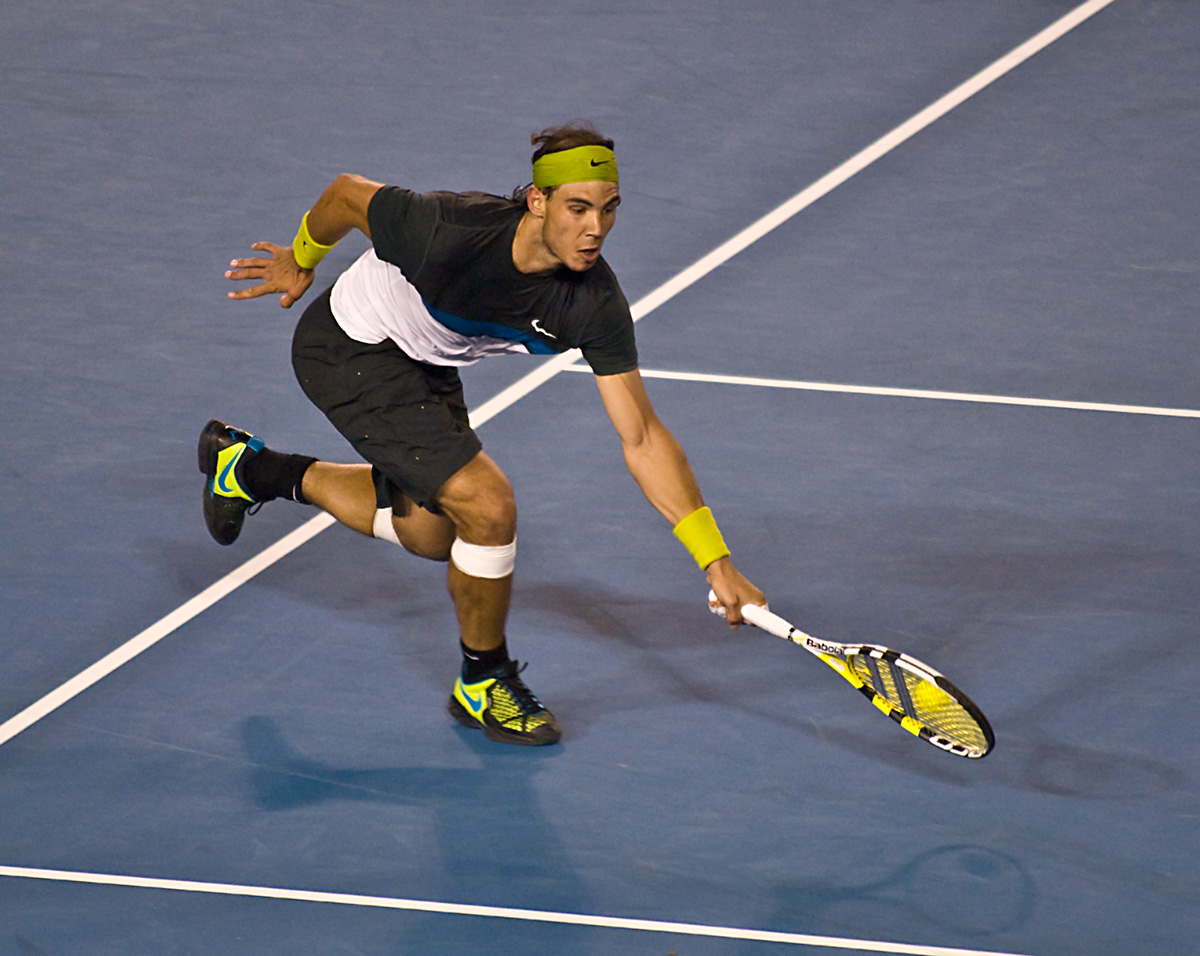
Nadal durante la final de Australia.

Ambos comenzaron bien el año alcanzando la final del Abierto de Australia. Esta fue la primera final de un Grand Slam que Nadal disputó en cancha dura; por su lado, Federer ya contaba con 8 títulos en esta superficie (5 Abiertos de los Estados Unidos y 3 en Australia) y además tenía el incentivo de poder igualar a Pete Sampras en el récord histórico de títulos de Grand Slam (14). Para agravar aún más las cosas, Nadal llegaba a la final luego de un partido agotador de 5 horas y 14 minutos disputado dos días antes ante Fernando Verdasco, mientras que Federer había alcanzado la victoria sobre Andy Roddick en semifinales en sets corridos, en un partido comparativamente breve, y contaba con un día adicional de descanso. La final fue otro duelo extenuante (4 horas y 23 minutos) y competitivo en los primeros cuatro sets, pero Nadal consiguió imponerse nuevamente ganando por 7-5, 3-6, 7-6(3), 3-6 y el quinto set de forma decisiva por 6-2, Nadal quedaba 3-4 abajo en los duelo en cancha de cemento, a uno de Federer. Tras el partido, Federer no pudo aguantar las lágrimas de impotencia. Gracias a su sexto título de Grand Slam, el español se unió a Jimmy Connors, Mats Wilander y Andre Agassi como los únicos hombres en haber ganado Grand Slams sobre las tres superficies (dura, césped y tierra batida), aunque es el primero en haberlo logrado en un período de 12 meses.
En los siguientes 3 meses, Nadal consolidó su primera posición en el Ranking ATP con la conquista de los Masters 1000 de Indian Wells, Montecarlo y Roma, mientras que Federer fue eliminado por Andy Murray y luego por Novak Djokovic dos veces.
El segundo enfrentamiento ocurrió en la final del Masters de Madrid 2009 en España (País de Nadal), que a partir de este año es en polvo de ladrillo, en la cual, Federer se impondría a Nadal en sets corridos por doble 6-4 (1 hora y 25 minutos), quedando 2-9 abajo Federer en duelos en arcilla y así también puso fin a la racha de cinco derrotas consecutivas contra el mallorquín. Nadal no perdía sobre tierra batida desde la segunda ronda del Masters 1000 de Roma, el 7 de mayo del pasado año, contra su compatriota Juan Carlos Ferrero. Desde entonces había encadenado 33 triunfos consecutivos sobre arcilla. Mientras que Federer obtenía su segundo triunfo en arcilla contra Nadal, convirtiéndose en el segundo jugador (después de Gastón Gaudio) en haber derrotado a Nadal dos veces en tierra batida. Al igual que en 2007, Federer evitó que Nadal ganará los 3 Masters 1000 sobre tierra batida en un mismo año. Federer con esta victoria iguala los 15 títulos de Masters 1000 de Nadal y está a sólo dos del récord del estadounidense Andre Agassi. Además el suizo se convirtió en el único bicampeón de Madrid con los títulos de 2006 y 2009, en ese momento. 
Nadal perdería por primera vez un partido en Roland Garros. Sería frente a Robin Soderling en octavos de final. Federer aprovecharía esta caída para alzarse con el torneo venciendo al mismo Soderling en sets corridos. Con esto Federer finalmente completaría el Grand Slam carrera.
El 6 de julio de 2009 Federer volvería a ser el n.º 1 del mundo tras vencer en la final de Wimbledon a Andy Roddick, logrando el doblete Roland Garros - Wimbledon. Con este torneo Federer ganaría su 15.º Grand Slam superando el anterior récord de 14 Grand Slams de Pete Sampras. Rafael Nadal no pudo participar en este torneo debido a una lesión en la rodilla, tras no defender su título en el Masters de Canadá el balear cayó al tercer lugar del Ranking ATP tras ser superado por Andy Murray.
En el US Open Nadal fue eliminado en semifinales por Juan Martín del Potro (quien después venció a Federer en la final), pero aun así logró recuperar la segunda posición del Ranking gracias a la derrota de Murray en la cuarta ronda.

### 2010: Madrid y ATP World Tour Finals
Al igual que el año anterior, Federer y Nadal se enfrentaron solo dos veces durante 2010, con un balance de una victoria para cada uno. Por lo tanto, estos datos confirman la tendencia de que tenistas como Djokovic, Murray o Soderling en algunas ocasiones lograron romper lo que en años anteriores fue un duopolio sin rivales.

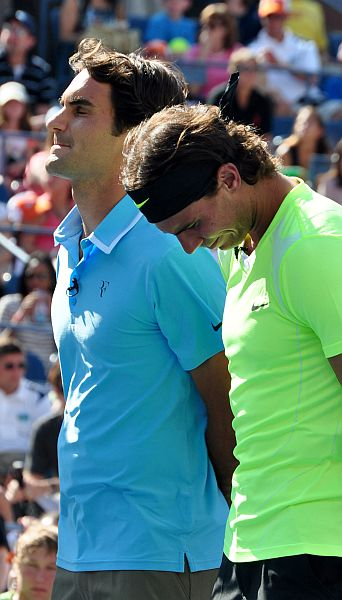
Roger Federer y Rafael Nadal en el estadio Billie Jean King en Queens, Nueva York, el 28 de agosto de 2010.

Los dos comienzan la temporada con n.º 1 y n.º 2. En enero participaron juntos en 3 torneos en los que, sin embargo, no se enfrentaron. Sin embargo, al menos uno de los dos siempre llegó a la final enfrentando al que eliminó al otro. En el torneo de exhibición (por lo que no es un torneo ATP oficial) de Abu Dabi, Nadal derrotó a Soderling en la final, quien eliminó a Federer en la ronda anterior. En Doha Davydenko eliminó a Federer en las semifinales y a Nadal en la final. En el Abierto de Australia, Nadal se retiró en los cuartos de final contra Andy Murray, el británico llegaría a la final pero sería derrotado por el suizo en sets corridos para que ganase su 16.º Grand Slam y 4.º Abierto de Australia. Con este resultado, Federer consolidó su liderazgo en el ranking ATP mientras que Nadal bajó al cuarto lugar, quedando Novak Djokovic segundo y Andy Murray tercero.
A principios de marzo, España y Suiza quedaron emparejados en la primera ronda de la Copa Davis 2010 a jugarse en Logroño sobre tierra batida en territorio español, un torneo en el que nunca se han enfrentaron, pero ambos decidieron ausentarse de la llave. Federer decidió bajarse de la competición debido a que la serie se jugaría sobre arcilla y él se encontraba preparando la gira de pista dura americana de marzo. Mientras tanto Nadal argumento su ausencia para recuperarse de su lesión en la rodilla derecha contra Murray en Australia. Ambos participaron en los Masters 1000 de Indian Wells y Miami pero no se enfrentaron porque ambos no llegaron a la final.
En abril, Nadal regresó al tercer lugar de la clasificación y terminó una sequía de 11 meses sin levantar un título al ganar su sexto título consecutivo en Montecarlo. En Roma, quedaron del mismo lado del cuadro y se preveía un posible duelo en las semifinales, pero Federer fue eliminado en segunda ronda por Ernests Gulbis, Nadal derrotó a Gulbis y luego ganaría el título al vencer a Ferrer en sets corridos, y lograr su 17° Masters 1000 igualando el récord de Andre Agassi.
Después de exactamente un año sin enfrentarse, se vuelven a enfrentar en el mismo torneo que había sido su último enfrentamiento, el Masters 1000 de Madrid, siendo también en la final. Como en el año anterior, Nadal intentaría lograr el Clay Slam (ganar los 3 Masters 1000 sobre arcilla y Roland Garros en una misma temporada, algo que nunca había logrado), en el 2007 y 2009 fue el propio Federer quien evitó que el español conquistará este objetivo al derrotarlo en Hamburgo y precisamente en Madrid. Nadal se cobró revancha del año pasado y prevaleció en dos sets por 6-4 y 7-6(5), ganando 10 de sus 12 enfrentamientos en arcilla y su título número 18 de Masters 1000 superando el récord de Agassi. Además, Nadal es el virtual n.º 2 en el ranking superando a Djokovic y recorta 800 puntos a Federer de cara a Roland Garros, gracias a que es Nadal quien se lleva 1000 puntos por ganador y Federer 600 por subcampeón, justo lo contrario que el año pasado.
En Roland Garros, el guion del año anterior se repitió pero en roles invertidos, esta vez es Federer quien pierde antes de la final, paradójicamente contra Robin Söderling en los cuartos de final, quien eliminó a Nadal en 2009 y perdió en la final contra el suizo. Nadal conquistó su quinto título en Roland Garros sin ceder sets y venciendo al sueco Soderling en la final logrando el Clay Slam. Con este nuevo Grand Slam, Nadal recuperó el número 1 y Federer cayó al segundo lugar.
En Wimbledon 2010, el suizo fue considerado por unanimidad como el favorito para llevarse el trofeo, a pesar de estar en el segundo lugar de la lista de clasificación mundial, debido al sistema de clasificación de Wimbledon (que se basa en los resultados sobre césped en los últimos 2 años) fue primer cabeza de serie y Nadal n.º 2, pero a pesar de esto el suizo fue sorprendentemente eliminado por Tomáš Berdych en los cuartos de final. Mientras que el español logró su segundo título en La Catedral, consolidando su liderazgo en la clasificación y venciendo a Berdych en la final en sets corridos, debido a estos resultados Nadal consolida su primera posición en la lista de clasificación mientras que Federer cae a la tercera posición siendo superado por Djokovic.
Después del receso de verano, a mediados de agosto los dos participaron en el Masters 1000 de Canadá, Nadal fue eliminado en las semifinales por Murray y el británico también derrotó a Federer en la final por doble 7-5. Anteriormente, el suizo había eliminado a Djokovic del torneo y, gracias a este resultado, Roger pudo retomar momentáneamente la segunda posición de la lista de clasificación mundial y luego devolverlo nuevamente al serbio después de ser eliminado por este último en las semifinales del US Open; La final fue entre Djokovic y Nadal y sería este último quien ganaría por 6-4, 5-7, 6-4 y 6-2, lo que le permitió ganar su 1.er US Open y completar el Grand Slam carrera con solo 24 años convirtiéndose en el jugador más joven en la Era Open en alcanzar dicho logró (Federer logró a los 27 en 2009 en Roland Garros), así como que es el único tenista en la historia en lograr el Surface Slam que consiste en ganar Grand Slam en Hard, césped y arcilla en una misma temporada y a la vez aseguró el N.º 1 del Ranking por el resto de la temporada. Después del Masters de Shanghái en el que Federer derrotó a Djokovic en las semifinales, el suizo recuperó la segunda posición de la lista de clasificación en desmadró del serbio, y después de la eliminación de este último en las primeras rondas del Masters de París-Berçy, Federer matemáticamente aseguró el segundo lugar de la clasificación hasta fin de año.

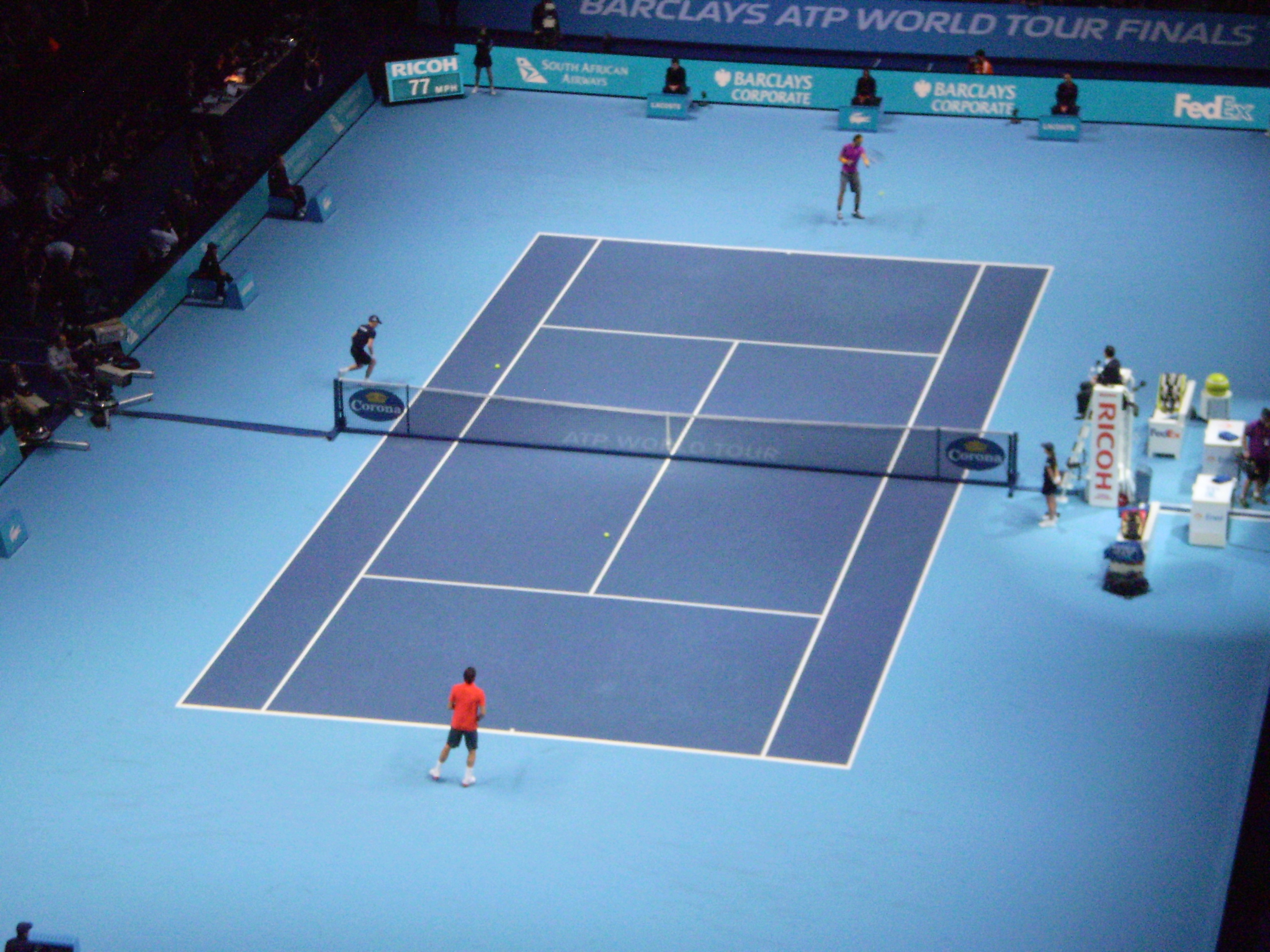
Federer y Nadal en la final del ATP World Tour Finals 2010 en la que el suizo se impuso por 6-3, 3-6, 6-1 sumando su 5° título de maestros.

En el ATP World Tour Finals 2010 Rafa y Roger se enfrentaron por primera vez en la final del torneo y siendo su tercer encuentro en el torneo de fin de año, ambos ganaron todos sus partidos del Round Robin y derrotaron en las semifinales a Djokovic y Murray respectivamente. El suizo se impuso por 6-3, 3-6 y 6-1 continuando su dominios en torneos bajo techo sobre Nadal (3-0 en pista cubierta), igualando el récord de títulos de Lendl y Sampras en el torneo de maestros y dejando el head to head aún favorable al español por 14-8 (5-3 Federer en Dura), siendo este el único torneo importante que le falta a Nadal en su palmarés. Por sexta temporada consecutiva, los dos ocuparon la primera y segunda posición de la clasificación mundial, con una brecha de 3305 puntos de diferencia.
Los días 21 y 22 de diciembre Federer y Nadal disputaron dos encuentros benéficos, el primero en Zúrich (Triunfo de Federer) y el segundo en la Caja Mágica de Madrid (Triunfo de Nadal), cuyos fondos se destinaron a ayudar a los niños discapacitados y que provienen de entornos desfavorecidos.

### 2011: Miami, Madrid, Roland Garros y ATP World Tour Finals
El 1 de enero de 2011, Nadal y Federer jugaron la final del torneo de exhibición de Abu Dhabi sobre pista dura. Nadal ganó por 7-6 (4) y 7-6(3).
En 2011 jugaron 4 partidos oficiales, con tres triunfos para Nadal y uno para Federer.
Los dos mejores tenistas se volvieron a ver amenazados por Novak Djokovic, tal y como había ocurrido en 2008. El serbio consiguió su segundo Grand Slam en su carrera tras vencer a Federer en la semifinal del Abierto de Australia 2011 tal como había ocurrido en 2008 y posteriormente a Andy Murray en la final. Nadal perdió en cuartos de final debido a una lesión sufrida en el partido disputado frente a David Ferrer, lo que le impidió obtener su cuarto título de Grand Slam de manera consecutiva. Djokovic se llevó también el Torneo de Dubái ante Federer, y el Masters de Indian Wells 2011 tal como lo había hecho en 2008, derrotando a Federer en semifinales (subiendo al puesto número 2), y en la final a Nadal con quien tenía un récord de 0-5 en finales.
Djokovic asistió al Masters de Miami, pero esta vez a diferencia de 2008, llegaría a la final donde enfrentaría otra vez a Nadal y lo derrotaría por segunda vez consecutiva. Previamente Federer y Nadal se enfrentaron en semifinales siendo este su primer partido en suelo estadounidense desde la final de Miami 2005, su 23° enfrentamiento fue una clara victoria de Nadal por 6-3 y 6-2 en 1 hora y 38 minutos estirando el H2H a 15-8. La racha de Djokovic seguiría en Madrid y en Roma donde se hizo con ambos torneos derrotando en ambos a Nadal y acercándose al número 1 antes de Roland Garros como no lo había estado nunca. Nadal venció a Federer en una de las semifinales del Masters de Madrid, que ha diferencia de Indian Wells fue más pareja y el mallorquín ganó por parciales de 5-7, 6-1 y 6-3 en 2 horas y 36 minutos y así el balear logró su decimosexta victoria sobre Federer en 24 partidos oficiales.
Llegado el segundo Grand Slam de la temporada: Roland Garros, Nadal debía revalidar el título y esperar que Djokovic no llegará a la final para mantener el número uno. Federer por su parte aspiraba a repetir el difícil título logrado en 2009 ante Soderling. El caso es que Djokovic llegaba a semifinales ante Federer con una racha de 41 victorias seguidas, pero el suizo mostró un tenis impecable y derrotó al serbio en 4 sets. Posteriormente Nadal vencería a Federer en cuatro sets por 7-5, 7-6(3), 5-7 y 6-1 en 3 horas y 40 minutos para ganar su décimo Grand Slam (siendo esta su primera final en torneos de dicha categoría desde el Abierto de Australia 2009) alargando el H2H aún más a su favor por 17-8 y de nuevo en una final de Roland Garros por cuarta vez, e igualando el récord de Björn Borg con 6 títulos. Federer desaprovechó una ventaja de 3-0 y 5-2 en el primer set. Además Nadal le negó a Federer la oportunidad de convertirse en el primer hombre en la Era Abierta en ganar los 4 Grand Slam al menos en 2 ocasiones. Este fue su último enfrentamiento en una final de Grand Slam hasta la final del Australian Open 2017.
En Wimbledon se repetía la misma situación que en París. Nadal debía revalidar el título y esperar que Novak no llegase a la final para seguir siendo número uno. Federer también aspiraba a lo más alto si ganaba el torneo, algo que no ocurría desde hace 2 años. El gran beneficiado de la cita londinense fue Djokovic, quien subió el número uno mundial llegando a la final, y que además se llevó el título de nuevo ante Nadal, terminando un récord de 7 años en el cual Federer y Nadal se habían repartido el trono de la ATP. Federer por su parte perdió en cuartos de final frente a Jo-Wilfried Tsonga quien remontó una desventaja de dos sets, algo que ningún jugador había logrado frente a Roger en Grand Slam.
Federer y Nadal asistieron a los Masters de Montreal y de Cincinnati donde ninguno de los dos logró llegar a semifinales, y junto a Djokovic asistieron al Abierto de Estados Unidos, quien derrotó a los dos tenistas uno detrás del otro para obtener su cuarta corona de Grand Slam en su carrera y la tercera del año. Federer desaprovechó dos bolas de partido con su servicio en semifinales ante Djokovic, estando 5-3 y 40-15 en el quinto set.
Federer logró ganar el Masters de París ante Jo-Wilfried Tsonga, logrando ganar 7 de los 9 Masters 1000 y ser el primer jugador en la historia en llegar a la final de cada uno de ellos.
Federer y Nadal volverían a encontrarse a final de temporada en el Torneo de Maestros en Londres en la instancia de round robin, con una clara victoria del suizo sobre Nadal, por 6-3 y 6-0 en una 1 hora y 15 minutos, quedando aun muy por debajo del español en el head to head (9-17). Federer lograría llevarse el Torneo de Maestros por sexta vez en su carrera al vencer a Tsonga en la final, siendo además el tenista que más veces lo ha ganado.
2011 fue un año para olvidar por parte de ambos tenistas. Nadal terminó en el puesto número 2, sin poder vencer a Djokovic en las 6 finales que disputaron ese año y Federer terminó en el puesto 3, sin lograr obtener ninguna corona de Grand Slam, algo que no ocurría desde 2002.

### 2012: Abierto de Australia e Indian Wells

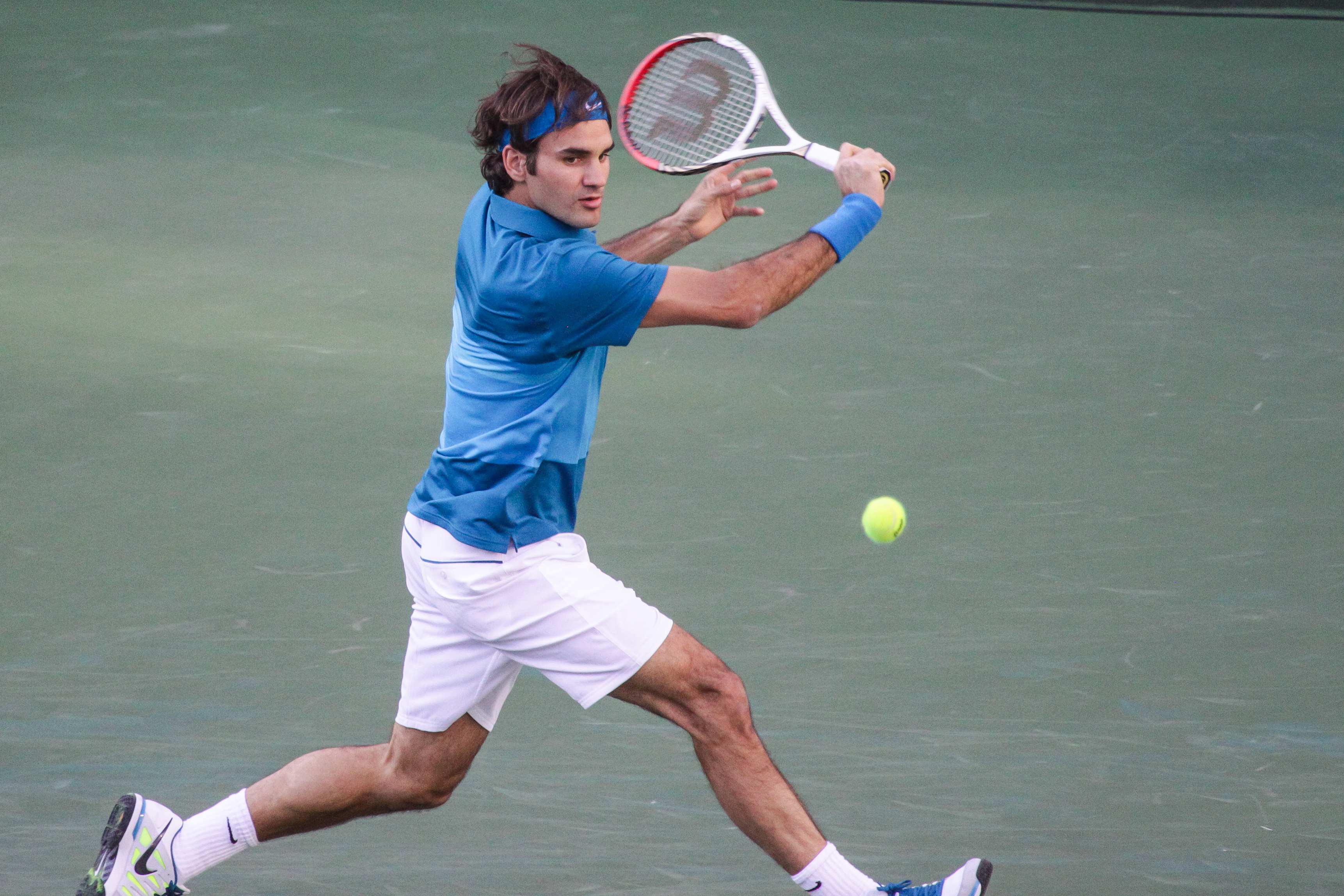
Federer en la semifinal de Indian Wells.

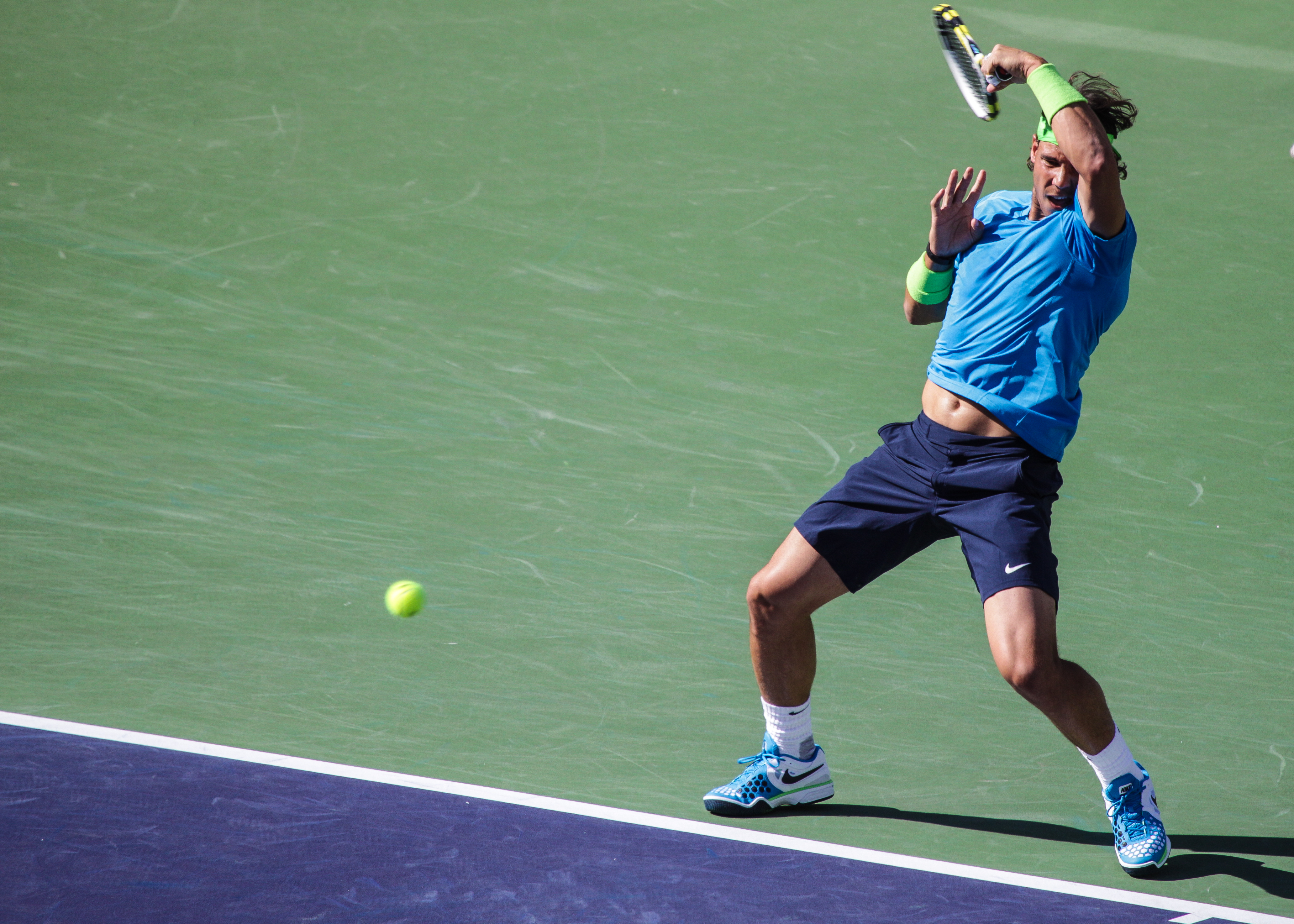
Nadal en la semifinal de Indian Wells.

Nadal y Federer se enfrentaron dos veces en 2012, ambas en superficie de cemento, con una victoria para cada uno.
Nadal y Federer se enfrentaron en el Abierto de Australia en semifinales, 3 años después de la final que protagonizaron y por primera vez desde 2005 ambos se enfrentaron en Grand Slam antes de la final, con victoria para Nadal. En esta ocasión se repitió la historia, después de que Nadal venciera al suizo en cuatro sets; 6-7(5), 6-2, 7-6(5), 6-4 en 3 horas y 42 minutos logrando su 18° triunfo sobre Federer. Después de Australia, Federer obtuvo su cuarto título de Indian Wells después de ganar a Nadal en semifinales por 6-3 y 6-4 tras una suspensión por lluvia cuando Federer sacaba 5-4 en el segundo set y 40-30; después de la suspensión cerró el partido con un ace, logrando su 10° victoria sobre Nadal en 28 enfrentamientos y además volvió a vencerlo en pista dura al aire libre por primera vez en 7 años desde la final del Masters de Miami 2005 cuando Nadal tenía 18 años, y luego venció al local John Isner en la final, acercándose al español en la clasificación.
Pocos después, Nadal obtendría triunfos en Montecarlo y Roma ante Djokovic, mientras que Federer obtuvo su tercer Masters de Madrid en la controvertida arcilla azul contra Tomáš Berdych, dominando ambos la temporada de polvo de ladrillo.
Llegado Roland Garros, Nadal logró el heptacampeonato en París superando a Björn Borg con siete títulos tras superar a Novak Djokovic en la final en cuatro sets. Federer perdió en semifinales contra el mismo Novak, desperdiciando una ventaja de 5-4 con su servicio en el segundo set.
En Wimbledon, Federer venció a Andy Murray en la final para hacerse, al igual que Pete Sampras, con el heptacampeonato y recuperando el número uno, lo que daría lugar a que Federer superase a Sampras en semanas como número uno y que ganara su Grand Slam número 17, después de 2 años y medio desde su último trofeo. Nadal por su parte, perdió en segunda ronda. Nadal no participaría en ningún torneo por lesión en lo que restaba de temporada.
Federer ganó poco después la medalla plateada en Londres 2012, y el Masters de Cincinnati, igualando los 21 Masters 1000 de Nadal, pero fue eliminado en cuartos de final del Abierto de EE. UU. y como no se presentó al Masters de París donde defendía título perdió de nuevo el Núm. 1 a manos de Djokovic.
En la Copa de Maestros, Federer perdería por segunda vez una final de dicho torneo al ser derrotado por el propio Djokovic por sets de 7-6 y 6-4.
2012 fue un año aceptable para Federer, teniendo en cuenta al año anterior, ganando 6 títulos, entre ellos 1 trofeo de Grand Slam y 3 Masters 1000. Por su parte Nadal repitió una mala temporada bajando hasta el número 4 y concluyendo el año con 1 única corona de Grand Slam, 2 Masters 1000 y 4 títulos totales.

### 2013: Indian Wells, Roma, Cincinnati y ATP World Tour Finals
Nadal y Federer se enfrentaron 4 veces en 2013 y el español las ganó todas aumentando su ventaja a 22 victorias personales frente al helvético y además liderando por primera vez el head to head en pistas duras por 8-7 (3-0 en 2013).
Después de un año sin enfrentarse, Nadal y Federer se volvieron a enfrentar donde lo habían hecho el año anterior, en el Masters de Indian Wells, esta vez en instancia de cuartos de final, y cambiando los roles. Federer estaba de número 2 y Nadal núm. 5 del mundo, siendo además esta la primera vez que se enfrentaban en esta instancia y la de menor rango desde 2004 (tercera ronda), esto debido a sus grandes resultados durante la mayor parte de los años posteriores. Tras un partido poco vistoso y con muchos errores del suizo, Nadal ganó a Federer en 2 sets por parciales de 6-4 y 6-2, accediendo así a semifinales y logrando después el título ante Del Potro. El 1 de abril, al ganar Andy Murray el Masters de Miami, superó a Federer en el Ranking ATP desplazándolo al tercer lugar, siendo esta la primera vez desde el 10 de noviembre de 2003 que ni Federer ni Nadal se encontraban clasificados en el top 2 de la ATP (Novak Djokovic había ocupado el primer lugar desde 2011); tuvieron que un lapso de 490 semanas para que ambos salieran del Top 2, algo sin precedentes.
Nadal pierde ante Djokovic por primera vez en ocho años en Montecarlo, pero se recuperaría ganando el Masters de Madrid y el de Roma, donde Nadal gana a Federer en la final en dos sets (6-1 y 6-3) en solo 1 hora y 8 minutos, logrando su 20° triunfo sobre Federer en 30 enfrentamientos y además impidiendo que Federer ganará por primera vez el torneo romano.
En Roland Garros Nadal ganó su octavo título ante David Ferrer mientras que el suizo perdió en cuartos de final con Tsonga. Los dos pudieron haberse enfrentado en los cuartos de final de Wimbledon, pero tanto Nadal como Federer tuvieron actuaciones decepcionantes al caer en primera y segunda ronda respectivamente, derrotados por Steve Darcis en 3 sets y Sergui Stajovski en 4 sets. En el caso del suizo, bajó al quinto puesto de la lista de clasificación al no defender con éxito su título de 2012.
Su tercer enfrentamiento en 2013 llegó en el Masters 1000 de Cincinnati, donde se encontraron en cuartos de final y jugaron entre sí por primera vez en este torneo. Federer venía de vencer a Tommy Haas en un duro encuentro en octavos de final y con dos meses llenos de derrotas, comenzando desde Wimbledon, pasando por torneos sobre tierra batida en julio hasta Hamburgo y Gstaad. En cambio, Nadal llegó a Ohio como el ganador del Masters 1000 de Montreal (derrotando a Novak Djokovic en semifinales). Federer mostró un juego muy sólido desde los primeros games con el que logró llevarse el primer set por 7-5, ya en el segundo set, estuvo 4-4 0-30 con el servicio del mallorquín, pero Rafa logró levantarse y llevarse el set y luego terminar ganando en 3 sets por 5-7, 6-4 y 6-3 en 2 horas y 14 minutos. En este mismo partido Nadal logró igualar el frente a frente entre ambos en pista dura a 7 iguales, también el español lograría su vigésimo sexto Masters 1000, alejándose de los 21 logrados por Federer. Ese fue el noveno título del año de Rafael Nadal en la temporada, subiendo al Número 2 mundial, mientras que el suizo bajó hasta la séptima posición debido a los malos resultados y el no defender con éxito el Masters que logró la temporada anterior.
En el Abierto de Estados Unidos, el español logró su decimotercertítulo de Grand Slam al vencer en la final a Djokovic en cuatro sets. Por su parte el helvético perdió inesperadamente con Tommy Robredo en cuartos de final, en una decepcionante actuación del suizo, terminando una racha de nueve años consecutivos disputando al menos una final de Grand Slam por año, e impidiendo simultáneamente el primer enfrentamiento entre Nadal y Federer en el Grand Slam norteamericano. Con la victoria de Nadal en Nueva York, el español superó a Roy Emerson en número de Grand Slam ganados con 13 títulos y quedó a uno de Pete Sampras y a 4 de Federer, acercándose a Djokovic en el ranking ATP quedando a tan sólo 250 puntos del número 1.
Su último enfrentamiento fue en las semifinales del ATP World Tour Finals 2013, clasificando con 3 (Nadal) y 2 (Federer) triunfos en el Round Robin respectivamente. En el primer set es un duelo muy apretado y en el noveno game el balear es el primero en quebrar. Federer recuperó el break quedando 5 iguales, después Nadal quebraría otra vez y cerraría fácilmente el primer set por 7-5. En el segundo, la superioridad de Nadal fue más notable, también gracias a los demasiados errores del suizo, cerrando el segundo set con 2 breaks y el partido por 7-5, 6-3 estirando el H2H a 22-10 aún más a su favor. Esta fue la primera victoria de Nadal sobre Federer en canchas duras bajo techo después de 4 encuentros y liderando por primera vez en cancha de cemento por 8-7.
2013 fue un año sobresaliente para Nadal. En esa temporada de regreso ganó 10 títulos, entre eso 2 Grand Slams y 5 Masters 1000 y acabó como número 1 del mundo. Por otro lado para el suizo fue una de las peores temporadas de su carrera al no llegar a ninguna final de Grand Slam y no ganar ningún Masters 1000 por primera vez desde 2008 (5 años tuvieron que pasar), consiguiendo solo 1 título y terminando como 6 del mundo.

### 2014: Abierto de Australia
Nadal y Federer se enfrentaron una sola vez en 2014, con victoria para el español.
El 24 de enero, por las semifinales del Abierto de Australia 2014 Nadal vencería al suizo por tercera vez en su carrera en territorio australiano por 7-6(4), 6-3 y 6-3 en 2 horas y 24 minutos en un gran partido del español que no dio chances de quiebre y así quedó 9-2 el historial en Grand Slam a favor del mallorquín. Federer acumuló una racha negativa de 6 partidos sin vencer a Nadal en un Grand Slam, desde Wimbledon 2007. No volverían a encontrarse en 2014.
El 2014 para Nadal fue regular, terminó el año con 4 títulos, entre esos 1 Grand Slam (Roland Garros), 1 Masters 1000 (En Madrid), 1 ATP 500 (Río de Janeiro) y 1 ATP 250 (Buenos Aires), pero no pudo defender los Masters de Canadá ni Cincinnati ni el US Open por lesión, terminó tercero en el Ranking ATP. Por otra parte, Federer logró 5 títulos: el Masters de Shanghái y la Copa Davis por primera vez en su carrera, el Masters de Cincinnati y el Torneo de Basilea por sexta vez y su séptimo título en el Torneo de Halle. Sin embargo, perdió en las finales de Wimbledon y la Copa de Maestros ante Novak Djokovic, además terminó el año en el puesto 2° detrás de Djokovic.

### 2015: Basilea
En el año 2015 solo se enfrentaron en una ocasión y fue en la final del Torneo de Basilea 2015, el día 1 de noviembre después de casi dos años se volvieron a enfrentar (23 meses) en la que el suizo se impuso por 6-3, 5-7, 6-3 en 2 horas y 3 minutos, ganado así por séptima vez dicho torneo. El suizo venció al español por primera vez desde 2012, después de haber perdido los cinco encuentros anteriores y reduciendo así su historial negativo a 11-23.
2015 fue un año de contrapuestos para ambos: Federer ganó 6 títulos, 1 Masters 1000 (Cincinnati), 3 ATP 500 (Dubái, Halle y Basilea) y 2 ATP 250 (Brisbane y Estambul: y llegó a 4 finales dos de ellas en Grand Slam en Wimbledon y US Open (en ambas perdió con Djokovic), terminó el año como número 2 solo detrás de Djokovic. En cambio Nadal tan solo ganó 3 títulos todos de categorías menores; 1 ATP 500 (Hamburgo) y 2 ATP 250 (Buenos Aires y Stuttgart), obtuvo otras 3 derrotas en finales (1 en Masters 1000 y 2 en ATP 500) y muchas eliminaciones en las primeras rondas, además no ganó ni Grand Slam ni Masters 1000 por primera vez en 10 años, terminando el año como número 5, su ranking más bajo desde 2004.

### 2016: Sin enfrentamientos
En el año 2016 no se produjo ningún encuentro entre ambos tenistas. Fue la primera vez en que no se enfrentaron en un partido oficial de tenis en un año calendario desde que Nadal irrumpió en el circuito en el año 2004.
2016 fue un año para olvidar para ambos tenistas; Federer no ganó títulos por primera vez desde el 2000 (15 años levantando al menos un título), salió de la lista de los diez mejores por primera vez en 14 años, además de la poca continuidad, lesiones, operaciones y retiradas, terminó el año en el puesto 17.º
El 2016 de Nadal fue un poquito mejor que el de Federer, dos títulos, entre ellos un Masters 1000 (Montecarlo) y un ATP 500 (Conde de Godó); además del oro olímpico dobles masculinos de Río 2016; después de la temporada de arcilla poco a poco Rafa fue cayendo en la irregularidad y en octubre del mismo decidió dar por terminada su temporada tras caer en segunda ronda ante Viktor Troicki en Shanghái.

### 2017: Abierto de Australia, Indian Wells, Miami y Shanghái
Federer y Nadal jugaron cuatro veces en 2017, con Federer prevaleciendo en las cuatro ocasiones. Esta fue la primera vez en la rivalidad en que Federer quedó invicto contra Nadal jugando al menos 2 partidos en una sola temporada.

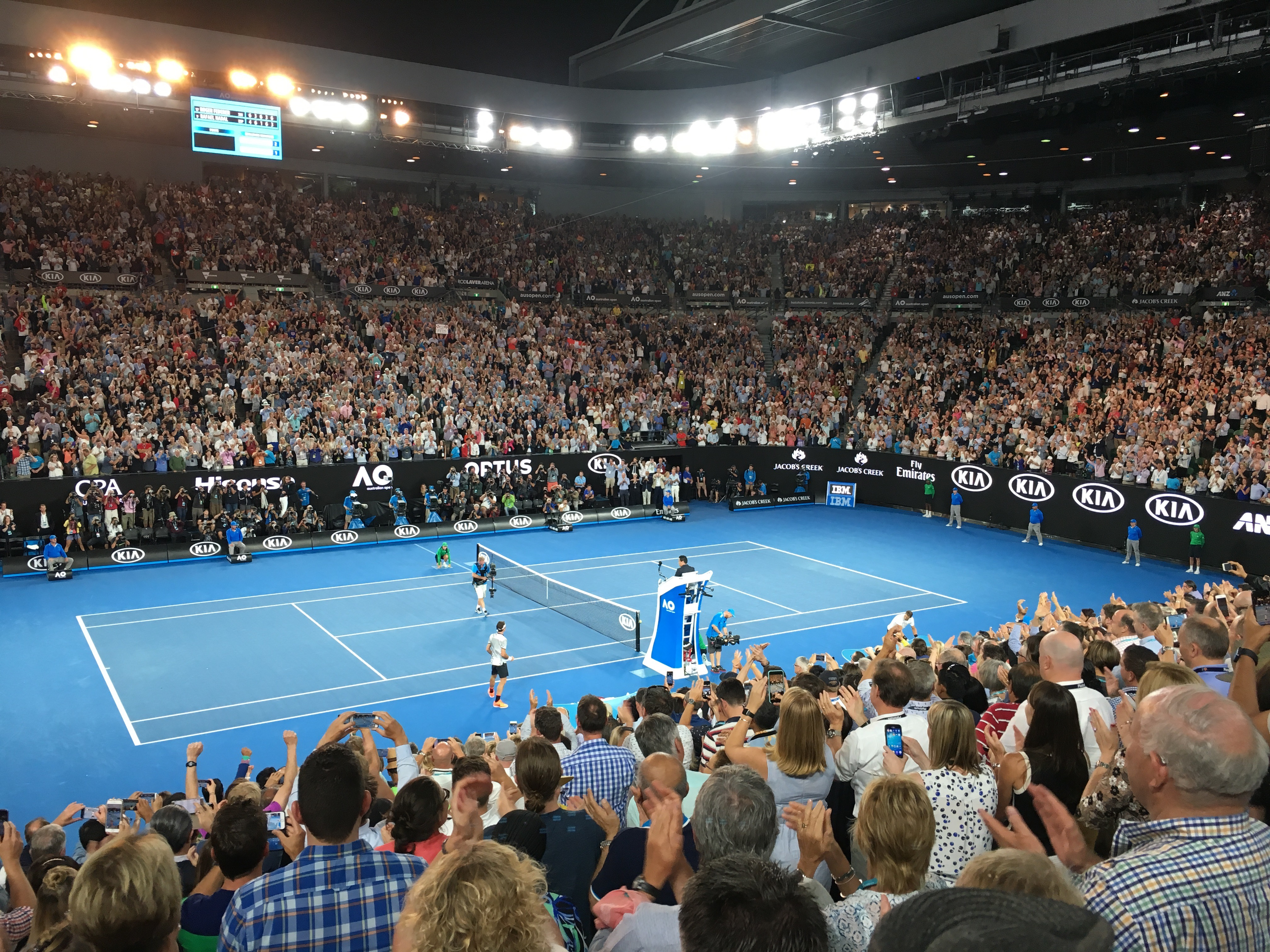
Final del Abierto de Australia 2017 entre Roger Federer y Rafael Nadal

El 29 de enero fue el primer Federer-Nadal de 2017, volviéndose a enfrentar tras 935 días en el primer Grand Slam del año, ni más ni menos que en la final del Australian Open 2017, siendo este su primer encuentro en una final de Grand Slam desde Roland Garros 2011, Federer llegó a la final como cabeza de serie n.º 17 tras estar 6 meses de baja por una lesión en la rodilla y Nadal como noveno cabeza de serie y tras una lesión de 2 meses en la muñeca, ambos llegaron a la final tras derrotar en 5 sets a Wawrinka y Dimitrov respectivamente en semifinales. Antes del partido, Nadal había ganado todos los partidos entre los dos en Grand Slam desde la final de Wimbledon 2007, tres de los seis se jugaron en el Abierto de Australia. Tras cinco sets con una duración total de 3 horas y 37 minutos con muchos puntos espectaculares, situaciones de quiebres y gran tenis, Federer ganó por 6-4, 3-6, 6-1, 3-6 y 6-3, cerró el partido tras una derecha que pegó en la línea (después de que Nadal pidiera ojo de halcón), volviendo a ganar un Grand Slam desde 2012 (en Wimbledon) además remontó un 1-3 y servicio en el quinto set. Así es suizo se convirtió en el primer hombre en la historia en ganar 18 títulos de Grand Slam en individuales y el primer hombre en ganar al menos cinco títulos en tres torneos de Grand Slam diferentes cada uno, y negándole a Nadal su tercera ocasión para ganar el Abierto de Australia nuevamente y también su segunda oportunidad para convertirse en el primer hombre en la Era Abierta en ganar los 4 Grand Slam en al menos 2 ocasiones. La victoria de Federer sobre Nadal en la final del Abierto de Australia 2017 también significó su primera victoria sobre Nadal en Grand Slam fuera de las canchas de césped de Wimbledon.
Se volvieron a encontrar casi dos meses después de su final jugada en Australia en los octavos de final del Masters 1000 de Indian Wells, siendo solo segundo 2° enfrentamiento antes de la etapa de cuartos de final en cualquier torneo y con una gran clase de tenis, Federer apabulló a Nadal por un contundente 6-2 y 6-3 en tan solo 1 hora y 7 minutos, además ganó el torneo y empató el head to head 9-9 en cemento, además está fue la primera vez que Federer vencía tres veces seguidas a Nadal. Unas semanas más tarde se enfrentaron en la final del Masters 1000 de Miami, siendo este su 37.º entrenamiento y enfrentándose trece años después de su primer enfrentamiento en Key Biscane y su segunda final en territorio estadounidense desde Miami 2005, en un partido muy igualado Federer fue mejor en los momentos claves y ganó por 6-3 y 6-4 en una hora media para lograr el Summer Slam, logrando revertir el head to head en cemento 10 a 9 a su favor, su cuarta victoria consecutiva sobre Nadal y empezar un 2017 de ensueño para el suizo ganando 3 de sus 4 primeros torneos disputados. Para el tenista mallorquín esta fue su quinta final perdida en Miami, la segunda contra el suizo; para Federer fue su tercer título en Miami.
En la Laver Cup 2017 Nadal y Federer jugaron dobles juntos por primera vez, contra Sam Querrey / Jack Sock, y ganaron por 6-4, 1-6 y 10-5 en el desempate.
El 15 de octubre de 2017, se enfrentaron por cuarta vez en el año en el Masters 1.000 de Shanghái y por primera vez en este torneo. El suizo comenzó quebrando de entrada el saque del mallorquín y gana la primera manga por 6-4, en el segundo set, Federer nuevamente quebró en el quinto juego y después volvió a quebrar por tercera vez en el noveno para ganar por 6-4, 6-3 en 1 hora y 13 minutos y coronarse campeón por segunda vez en Shanghái. Para Federer fue la quinta victoria consecutiva sobre el español, la mejor racha de su carrera, reduciendo su historial negativo frente a Nadal a 15-23. Además esta fue la primera vez desde el ATP World Tour Finals 2010 que disputaron un partido como los dos mejores jugadores del mundo.
2017 fue un año de dominio casi absoluto para ambos tenistas; al menos uno de los 2 disputó la final de los 4 Grand Slam y entre ambos ganaron los 4 Grandes como ocurría en otros tiempos; también entre ambos ganaron 5 de los 9 Masters 1000; ambos volvieron a ocupar los puestos n.º 1 y 2 (Nadal y Federer respectivamente); adicionalmente ambos superaron récords en torneos importantes; Nadal se convirtió en el primer tenista en ganar 10 veces un Grand Slam (Roland Garros), 10 veces un Masters 1000 (Montecarlo) y 10 veces un ATP 500 (Barcelona); por su parte Federer se convirtió en el tenista con más títulos de Wimbledon con 8 trofeos, rompiendo el récord de William Renshaw y Pete Sampras que ostentaban 7; otra estadística a destacar es que tanto en Roland Garros como en Wimbledon ganaron su título sin ceder ningún set, logró que ya habían realizado anteriormente; Nadal en Roland Garros 2008 y 2010; y Federer en Australia 2007.
El éxito de Federer contra Nadal en 2017 (4-0) se atribuyó a su mejora en el revés, golpeando más fuerte gracias a una raqueta más grande que uso durante esa temporada y así devolviendo más fácilmente el drive de Nadal.

### 2018: Sin enfrentamientos
Por segunda vez desde 2004, no hubo algún enfrentamiento entre ambos tenistas.
2018 fue un año sobresaliente para ambos. Nadal fue el tenista con más títulos del año, con 5 trofeos, incluyendo 1 Grand Slam (Roland Garros), 3 Masters 1000 (Montecarlo, Madrid y Canadá) y 1 ATP 500 (Barcelona), sumando el récord de los 11 títulos en un mismo ATP 500, Masters 1000 y Grand Slam. El año de Federer fue un poco menos brillante que el español, con un título menos y sin ningún Masters 1000, pero nada despreciable; ganó su vigésimo Grand Slam en Australia 2018 y su título ATP Núm 99, a diez del récord de Jimmy Connors.

### 2019: últimos enfrentamientos: Roland Garros y Wimbledon
En 2019 sería el último año en que se cruzarían en torneo oficial; 2 ocasiones, con 1 triunfo para cada uno.
Después de 8 años sin enfrentarse en París, el 7 de junio fue el primer Federer-Nadal de 2019, volviéndose a enfrentar en el segundo Grand Slam del año, en la semifinal de Roland Garros 2019. Nadal ganó por 6-3, 6-4 y 6-2, y así terminó con una racha de 5 victorias seguidas del suizo, después ganó su 12° Roland Garros y 18° Grand Slam al vencer a Dominic Thiem en 4 sets en la final, quedando a solo dos del récord de Federer.
Meses después, en Wimbledon, 11 años después de su histórica final, Federer se cobraría revancha de su derrota en el torneo británico frente a Nadal al vencer en semifinales en 4 sets al español 7-6(3), 1-6, 6-3 y 6-4, reduciendo su historial a 16-24; siendo este el último enfrentamiento entre ambos. En la final perdió contra Novak Djokovic en un épico duelo a cinco sets cayendo 13-12(3) en el quinto set a pesar de tener 2 puntos para campeonato.

## Lista de todos sus enfrentamientos
Se incluyen resultados de los cuadros principales de la ATP y los Grand Slam.

### En todas las categorías
| Leyenda (2004–2008)           | Leyenda (2009–presente)     | Total enfrentamientos | Total enfrentamientos | Finales | Finales |
|                               |                             | Federer               | Nadal                 | Federer | Nadal   |
| Grand Slam                    | Grand Slam                  | 4                     | 10                    | 3       | 6       |
| Tennis Masters Cup            | ATP World Tour Finals       | 4                     | 1                     | 1       | 0       |
| ATP Masters Series            | ATP World Tour Masters 1000 | 7                     | 12                    | 5       | 7       |
| ATP International Series Gold | ATP World Tour 500 Series   | 1                     | 1                     | 1       | 1       |
| Total                         | Total                       | 16                    | 24                    | 10      | 14      |

### Individuales
Federer–Nadal (16–24)
| N.º | Año  | Torneo                          | Categoría          | Superficie    | Ronda       | Ganador | Resultados                             | Duración | Sets | Federer | Nadal |
| --- | ---- | ------------------------------- | ------------------ | ------------- | ----------- | ------- | -------------------------------------- | -------- | ---- | ------- | ----- |
| 1.  | 2004 | Masters de Miami                | Masters 1000       | Dura          | R32         | Nadal   | 6–3, 6–3                               | 1:10     | 2/3  | 0       | 1     |
| 2.  | 2005 | Masters de Miami                | Masters 1000       | Dura          | Final       | Federer | 2–6, 6–7(4–7), 7–6(7–5), 6–3, 6–1      | 3:43     | 5/5  | 1       | 1     |
| 3.  | 2005 | Roland Garros, París            | Grand Slam         | Tierra batida | Semifinal   | Nadal   | 6–3, 4–6, 6–4, 6–3                     | 2:47     | 4/5  | 1       | 2     |
| 4.  | 2006 | Dubái                           | ATP 500            | Dura          | Final       | Nadal   | 2–6, 6–4, 6–4                          | 1:53     | 3/3  | 1       | 3     |
| 5.  | 2006 | Masters de Montecarlo           | Masters 1000       | Tierra batida | Final       | Nadal   | 6–2, 6–7(2–7), 6–3, 7–6(7–5)           | 3:50     | 4/5  | 1       | 4     |
| 6.  | 2006 | Masters de Roma                 | Masters 1000       | Tierra batida | Final       | Nadal   | 6–7(0–7), 7–6(7–5), 6–4, 2–6, 7–6(7–5) | 5:05     | 5/5  | 1       | 5     |
| 7.  | 2006 | Roland Garros, París            | Grand Slam         | Tierra batida | Final       | Nadal   | 1–6, 6–1, 6–4, 7–6(7–4)                | 3:02     | 4/5  | 1       | 6     |
| 8.  | 2006 | Wimbledon, Londres              | Grand Slam         | Césped        | Final       | Federer | 6–0, 7–6(7–5), 6–7(2–7), 6–3           | 2:58     | 4/5  | 2       | 6     |
| 9.  | 2006 | Tennis Masters Cup, Shanghái    | Torneo de maestros | Dura (i)      | Semifinal   | Federer | 6–4, 7–5                               | 1:53     | 2/3  | 3       | 6     |
| 10. | 2007 | Masters de Montecarlo           | Masters 1000       | Tierra batida | Final       | Nadal   | 6–4, 6–4                               | 1:35     | 2/3  | 3       | 7     |
| 11. | 2007 | Masters de Hamburgo             | Masters 1000       | Tierra batida | Final       | Federer | 2–6, 6–2, 6–0                          | 1:55     | 3/3  | 4       | 7     |
| 12. | 2007 | Roland Garros, París            | Grand Slam         | Tierra batida | Final       | Nadal   | 6–3, 4–6, 6–3, 6–4                     | 3:10     | 4/5  | 4       | 8     |
| 13. | 2007 | Wimbledon, Londres              | Grand Slam         | Césped        | Final       | Federer | 7–6(9–7), 4–6, 7–6(7–3), 2–6, 6–2      | 3:45     | 5/5  | 5       | 8     |
| 14. | 2007 | Tennis Masters Cup, Shanghái    | Torneo de maestros | Dura (i)      | Semifinal   | Federer | 6–4, 6–1                               | 0:59     | 2/3  | 6       | 8     |
| 15. | 2008 | Masters de Montecarlo           | Masters 1000       | Tierra batida | Final       | Nadal   | 7–5, 7–5                               | 1:43     | 2/3  | 6       | 9     |
| 16. | 2008 | Masters de Hamburgo             | Masters 1000       | Tierra batida | Final       | Nadal   | 7–5, 6–7(3–7), 6–3                     | 2:52     | 3/3  | 6       | 10    |
| 17. | 2008 | Roland Garros, París            | Grand Slam         | Tierra batida | Final       | Nadal   | 6–1, 6–3, 6–0                          | 1:48     | 3/5  | 6       | 11    |
| 18. | 2008 | Wimbledon, Londres              | Grand Slam         | Césped        | Final       | Nadal   | 6–4, 6–4, 6–7(5–7), 6–7(8–10), 9–7     | 4:48     | 5/5  | 6       | 12    |
| 19. | 2009 | Abierto de Australia, Melbourne | Grand Slam         | Dura          | Final       | Nadal   | 7–5, 3–6, 7–6(7–3), 3–6, 6–2           | 4:23     | 5/5  | 6       | 13    |
| 20. | 2009 | Masters de Madrid               | Masters 1000       | Tierra batida | Final       | Federer | 6–4, 6–4                               | 1:26     | 2/3  | 7       | 13    |
| 21. | 2010 | Masters de Madrid               | Masters 1000       | Tierra batida | Final       | Nadal   | 6–4, 7–6(7–5)                          | 2:10     | 2/3  | 7       | 14    |
| 22. | 2010 | ATP World Tour Finals, Londres  | Torneo de maestros | Dura (i)      | Final       | Federer | 6–3, 3–6, 6–1                          | 1:37     | 3/3  | 8       | 14    |
| 23. | 2011 | Masters de Miami                | Masters 1000       | Dura          | Semifinal   | Nadal   | 6–3, 6–2                               | 1:18     | 2/3  | 8       | 15    |
| 24. | 2011 | Masters de Madrid               | Masters 1000       | Tierra batida | Semifinal   | Nadal   | 5–7, 6–1, 6–3                          | 2:36     | 3/3  | 8       | 16    |
| 25. | 2011 | Roland Garros, París            | Grand Slam         | Tierra batida | Final       | Nadal   | 7–5, 7–6(7–3), 5–7, 6–1                | 3:40     | 4/5  | 8       | 17    |
| 26. | 2011 | ATP World Tour Finals, Londres  | Torneo de maestros | Dura (i)      | Round Robin | Federer | 6–3, 6–0                               | 1:00     | 2/3  | 9       | 17    |
| 27. | 2012 | Abierto de Australia, Melbourne | Grand Slam         | Dura          | Semifinal   | Nadal   | 6–7(5–7), 6–2, 7–6(7–5), 6–4           | 3:42     | 4/5  | 9       | 18    |
| 28. | 2012 | Masters de Indian Wells         | Masters 1000       | Dura          | Semifinal   | Federer | 6–3, 6–4                               | 1:31     | 2/3  | 10      | 18    |
| 29. | 2013 | Masters de Indian Wells         | Masters 1000       | Dura          | Cuartos     | Nadal   | 6–4, 6–2                               | 1:24     | 2/3  | 10      | 19    |
| 30. | 2013 | Masters de Roma                 | Masters 1000       | Tierra batida | Final       | Nadal   | 6–1, 6–3                               | 1:08     | 2/3  | 10      | 20    |
| 31. | 2013 | Masters de Cincinnati           | Masters 1000       | Dura          | Cuartos     | Nadal   | 5–7, 6–4, 6–3                          | 2:14     | 3/3  | 10      | 21    |
| 32. | 2013 | ATP World Tour Finals, Londres  | Torneo de maestros | Dura (i)      | Semifinal   | Nadal   | 7–5, 6–3                               | 1:19     | 2/3  | 10      | 22    |
| 33. | 2014 | Abierto de Australia, Melbourne | Grand Slam         | Dura          | Semifinal   | Nadal   | 7–6(7–4), 6–3, 6–3                     | 2:24     | 3/5  | 10      | 23    |
| 34. | 2015 | Basilea                         | ATP 500            | Dura (i)      | Final       | Federer | 6–3, 5–7, 6–3                          | 2:03     | 3/3  | 11      | 23    |
| 35. | 2017 | Abierto de Australia, Melbourne | Grand Slam         | Dura          | Final       | Federer | 6–4, 3–6, 6–1, 3–6, 6–3                | 3:37     | 5/5  | 12      | 23    |
| 36. | 2017 | Masters de Indian Wells         | Masters 1000       | Dura          | Octavos     | Federer | 6–2, 6–3                               | 1:08     | 2/3  | 13      | 23    |
| 37. | 2017 | Masters de Miami                | Masters 1000       | Dura          | Final       | Federer | 6–3, 6–4                               | 1:34     | 2/3  | 14      | 23    |
| 38. | 2017 | Masters de Shanghái             | Masters 1000       | Dura          | Final       | Federer | 6–4, 6–3                               | 1:12     | 2/3  | 15      | 23    |
| 39. | 2019 | Roland Garros, París            | Grand Slam         | Tierra batida | Semifinal   | Nadal   | 6–3, 6–4, 6–2                          | 2:25     | 3/5  | 15      | 24    |
| 40. | 2019 | Wimbledon, Londres              | Grand Slam         | Césped        | Semifinal   | Federer | 7–6(7–3), 1–6, 6–3, 6–4                | 3:02     | 4/5  | 16      | 24    |

### En Grand Slams
| Grand Slam                      | Superficie                                 | Total enfrentamientos | Total enfrentamientos | Finales        | Finales                    |
|                                 |                                            | Federer               | Nadal                 | Federer        | Nadal                      |
| Abierto de Australia, Melbourne | Dura o cemento (Plexicushion)              | 1                     | 3                     | 1 (2017)       | 1 (2009)                   |
| Roland Garros, París            | Arcilla, polvo de ladrillo o tierra batida | 0                     | 6                     | 0              | 4 (2006, 2007, 2008, 2011) |
| Wimbledon, Londres              | Hierba, pasto o césped                     | 3                     | 1                     | 2 (2006, 2007) | 1 (2008)                   |
| Total                           |                                            | 4                     | 10                    | 3              | 6                          |

### Por superficie
| Tipo de superficie                                      | Total enfrentamientos | Total enfrentamientos | Finales | Finales |
|                                                         | Federer               | Nadal                 | Federer | Nadal   |
| Tierra batida, arcilla o polvo de ladrillo              | 2                     | 14                    | 2       | 11      |
| Hierba, pasto o césped                                  | 3                     | 1                     | 2       | 1       |
| Dura o cemento                                          | 11                    | 9                     | 6       | 2       |
| Total                                                   | 16                    | 24                    | 10      | 14      |
|                                                         |                       |                       |         |         |
| Las canchas duras o de cemento se clasifican en 2 tipos |                       |                       |         |         |
| Outdoor                                                 | 6                     | 8                     | 4       | 2       |
| En pista cubierta                                       | 5                     | 1                     | 2       | 0       |
| Total dura o cemento                                    | 11                    | 9                     | 6       | 2       |

### Por instancia
| Instancia        | Nadal | Federer |
| ---------------- | ----- | ------- |
| Final            | 14    | 10      |
| Semifinales      | 7     | 4       |
| Cuartos de final | 2     | 0       |
| R16              | 0     | 1       |
| R32              | 1     | 0       |
| Round Robin      | 0     | 1       |
| TOTAL            | 24    | 16      |

### Dobles
Federer—Nadal (1–2)
| N.º | Año  | Torneo       | Superficie    | Ronda     | Ganador          | Resultado     | Oponentes        | Federer | Nadal |
| --- | ---- | ------------ | ------------- | --------- | ---------------- | ------------- | ---------------- | ------- | ----- |
| 1.  | 2004 | Indian Wells | Dura          | R32       | Nadal/Robredo    | 5–7, 6–4, 6–3 | Federer/Allegro  | 0       | 1     |
| 2.  | 2007 | Roma         | Tierra batida | R32       | Nadal/Moyá       | 6–4, 7–6(7–5) | Federer/Wawrinka | 0       | 2     |
| 3.  | 2011 | Indian Wells | Dura          | Semifinal | Federer/Wawrinka | 7–5, 6–3      | Nadal/M. López   | 1       | 2     |

Como pareja (1–1)
| N.º | Año  | Torneo    | Superficie | Ronda | Ganador       | Resultado        | Oponentes    | Victorias | Derrotas |
| --- | ---- | --------- | ---------- | ----- | ------------- | ---------------- | ------------ | --------- | -------- |
| 1.  | 2017 | Laver Cup | Hard (i)   | Día 2 | Federer/Nadal | 6–4, 1–6, [10–5] | Querrey/Sock | 1         | 0        |
| 1.  | 2022 | Laver Cup | Hard (i)   | Día 1 | Sock/Tiafoe   | 4–6, 7–6, [11–9] | Sock/Tiafoe  | 1         | 1        |

### Exhibiciones
Federer—Nadal (4–7)
El 21 de noviembre de 2006, Federer y Nadal jugaron un partido de exhibición denominado Hyundai Card Super Match sobre pista dura en Seúl, Corea del Sur. Federer ganó por 6-3, 3-6, 6-3.
El 2 de mayo de 2007, ambos tenistas se enfrentaron en la "Batalla de las Superficies", en una cancha híbrida mitad de arcilla y mitad de césped. Nadal logró imponerse por 7-5, 4-6, 7-6(10).
El 2 de marzo de 2010 Federer y Nadal se verían las caras en el Hit for Haiti IW en canchas duras en un dobles de leyendas: Federer/Sampras vs Agassi/Nadal, el partido que juntó más títulos de gs en una cancha en toda la historia. Federer y Sampras se impusieron 8-6 a Nadal y Agassi en un día memorable para el tenis.
El 21 de diciembre de 2010, Federer y Nadal jugaron un partido con fines benéficos sobre pista rápida (dura) en Zúrich. Federer ganó por 4-6, 6-3, 6-3.
El 22 de diciembre de 2010, Federer y Nadal jugaron otro partido con fines benéficos sobre pista rápida (dura) en Madrid, Nadal ganó por 7-5, 4-6, 6-1.
El 1 de enero de 2011, Federer y Nadal jugaron la final del torneo de exhibición de Abu Dhabi sobre pista dura. Nadal ganó por 7-6(4) y 7-6(3).
El 8 de marzo de 2011, los dos jugadores jugaron un set en el Matthew Knight Arena en Eugene, Oregón, (Estados Unidos) sobre pista dura. Nadal ganó por 7-5.
El 31 de diciembre de 2011, Federer y Nadal jugaron de nuevo en el torneo de exhibición de Abu Dhabi sobre pista dura, pero esta vez por la tercera plaza. Nadal ganó nuevamente por 6-1, 7-5.
El 12 de diciembre de 2015, Federer y Nadal jugaron en Nueva Delhi, India en la International Premier Tennis League sobre pista dura. Nadal ganó su encuentro de individuales a un set frente a Federer por 6–5(7–4) y, formando pareja con Rohan Bopanna, ganaron su encuentro de dobles ante Roger Federer y Marin Čilić por 6–4 para adelantar a los Indian Aces 30–19 en su victoria sobre los UAE Royals.
El 7 de febrero de 2020 Federer venció a Nadal en su primer enfrentamiento en el territorio africano, diputado en la ciudad Del Cabo. El partido fue organizado por la Fundación del suizo. Además este partido fue el partido de tenis con mayor concurrencia de la historia de este deporte con más de 50 000 personas, la cancha fue construida en un estudio de fútbol realizado para la Copa mundial del año 2010.

## Análisis

### Aspectos significativos

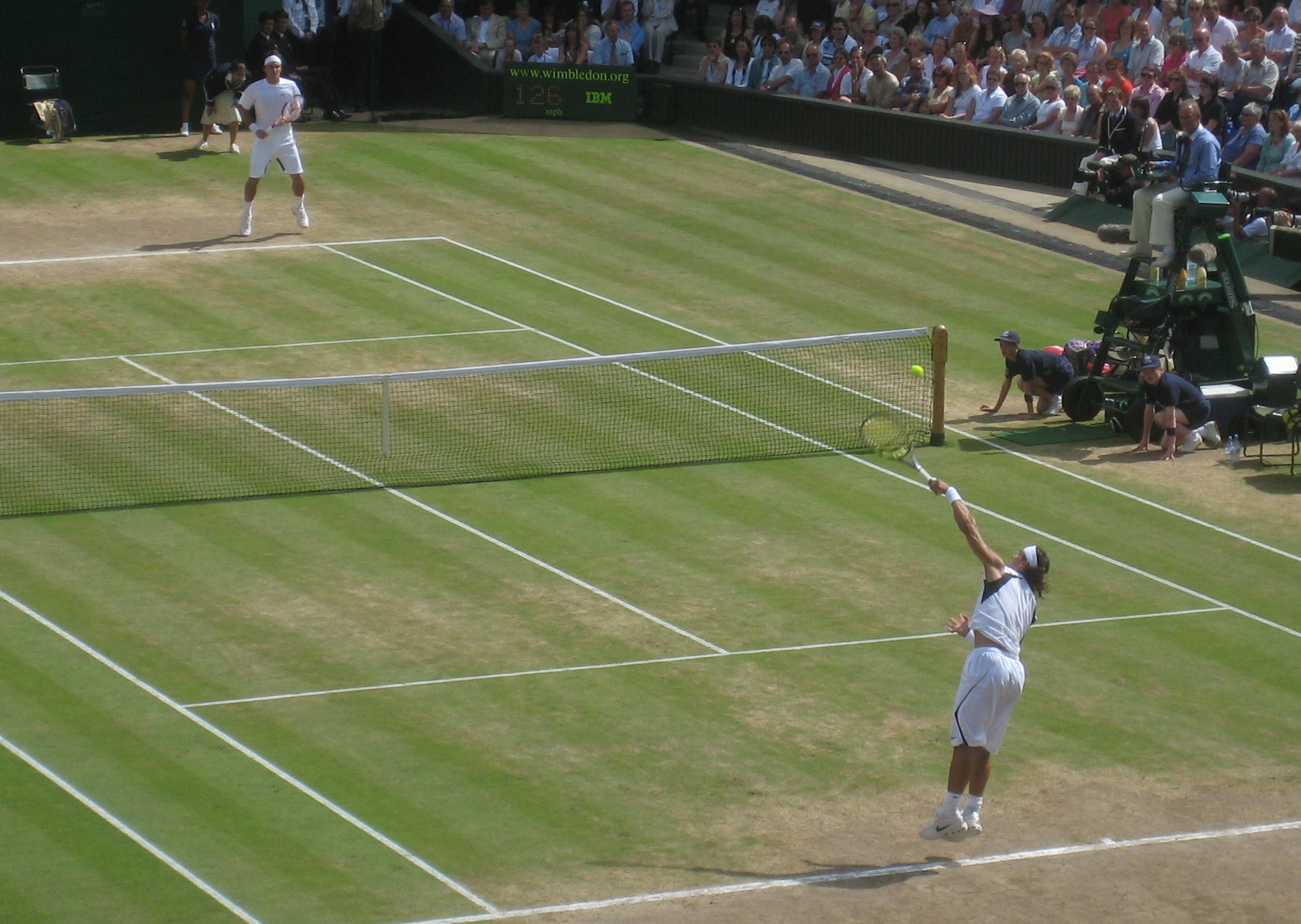
Federer y Nadal durante su primer enfrentamiento en Wimbledon en 2006.

La rivalidad entre Federer y Nadal ha sido una gran parte de las carreras de ambos jugadores. Sus enfrenamientos en Grand Slam son de particular interés, especialmente su récord histórico de nueve finales entre ambos (igualado por Nadal-Djokovic en 2020). Esto incluye haber jugado la final de Roland Garros y Wimbledon durante tres años consecutivos (2006-08), culminando en lo que muchos consideran el mejor partido en la historia del tenis en Wimbledon 2008. Nadal, tuvo que derrotar a Federer en sus primeros seis títulos de Grand Slam desde Roland Garros 2005 a Australia 2009, además posee una ventaja de 6-3 en finales de Grand Slam, así como una ventaja de 4-1 en semifinales.
Nadal le negó a Federer completar el Grand Slam en tres ocasiones al derrotarlo tres veces seguidas en la final Roland Garros (2006-08). Federer completaría el Grand Slam carrera al ganar el torneo parisino en 2009 después de que Nadal cayera sorpresivamente en la cuarta ronda. Mientras tanto, Federer negó dos veces a Nadal de convertirse en el primer hombre desde Björn Borg en 1980 en lograr el doblete Roland Garros-Wimbledon al derrotarlo en sus dos primeras finales de Wimbledon en 2006 y 2007, pero la tercera fue la vencida para Nadal al derrotarlo al año siguiente en la final. Después Federer lograría el doblete Roland Garros-Wimbledon en 2009, y Nadal su segundo en 2010. Federer también evitó que Nadal ganara el Torneo de Maestros al derrotarlo en la final de 2010 y eliminar a Nadal en las semifinales de 2006 y 2007 evitando que Nadal se convierta en el segundo hombre después de Andre Agassi en ganar los 4 Grand Slam, la medalla de oro olímpica en individuales y el Torneo de Maestros, una distinción denominada como Carrer Super Slam. En la final del Abierto de Australia de 2017, Federer negó la segunda oportunidad a Nadal (la final del Abierto de Australia de 2014 fue la primera) en convertirse en el primer hombre en la Era Abierta en haber ganado al menos 2 veces los 4 Grand Slam en individuales masculinos.
Lograron un récord histórico en la Era Abierta de terminar durante 6 años consecutivos como n.º 1 y 2 del mundo entre 2005-10, esto debido su rendimiento combinado sin precedentes en los torneos de Grand Slam y Masters 1000. Durante este lapso, conquistaron 21 de los 24 Grand Slam (12 para Federer, 9 para Nadal), incluyendo un récord de 11 títulos consecutivos desde Roland Garros 2005 a US Open 2007. También dominaron los Masters Series, ganando 31 de los 54 disputados (18 para Nadal, 13 para Federer), incluidos 8 de 9 en 2005 (4 para cada uno). Además, Federer ganó 4 de 6 Torneo de Maestros.
Finalmente, ambos hombres no solo poseen récords en la Era Abierta, sino también los récords de victorias consecutivas en una sola superficie - Federer en césped (65) y Hard (56) y Nadal en tierra batida (81), curiosamente uno necesitó del otro para romper estas rachas. Sus respectivos dominios sobre césped y arcilla fueron el impulso para la "Batalla de las superficies", Batalla de las Superficies de hierba y mitad de arcilla, que Nadal ganó por 12-10 en el decisivo desempate del tercer set en mayo de 2007 cuando las rachas en hierba y tierra batida todavía estaban activas.
Yendo a sus enfrentamientos directos, han jugado 40 partidos entre sí, 20 en cancha dura, 16 en tierra batida y 4 en césped. Federer lleva la ventaja en su mejor superficie, césped (3–1), y en Hard (11–9), mientras que Nadal domina a Federer en su mejor superficie, tierra batida (14–2). Nadal lidera 10–4 en partidos de Grand Slam, 6–0 en tierra batida, 3–1 en hard y 1–3 abajo en césped. La dominancia de Nadal en arcilla es tal que, al 5 de mayo de 2008, había ganado 102 de los 103 partidos y 20 de los 21 torneos disputados en arcilla desde principios de 2005. La única victoria de Federer en arcilla sirvió para poner fin al récord histórico de Nadal de 81 partidos consecutivos ganados sobre arcilla. Pese a que antes de ganar el Masters de Hamburgo 2007, donde logró llevarse el último set por 6-0, el suizo había perdido sus primeros cinco encuentros contra el español sobre arcilla, la competencia no era una cuestión menor. Federer le había robado un set a Nadal en cada uno de los partidos previos a Hamburgo, había contado con 2 puntos de partido en el Masters de Roma 2006, y había ganado el primer set de la final de Roland Garros 2006 por 6–1. Sin embargo, el tenista originario de Suiza pareció retrotraerse en 2008, ya que fracasó en aprovechar una ventaja de 4–0 en Montecarlo (segundo set) y otra de 5–1 en Hamburgo (primer set), antes de que Nadal le infligiera su derrota más contundente en Roland Garros derrotándolo por 6-1, 6-3, 6-0.
Entre tanto, mientras que Federer conservó su dominio en los torneos sobre canchas duras y césped del ATP Tour desde 2004 y hasta 2007, la actuación de Nadal no era tan destacada durante las finales en competencias de cancha dura. La sección Sportstar del diario The Hindu señaló que, independientemente de esto, el historial negativo para Federer en enfrentamientos contra el español «no era algo que luciera bien en su currículum»; Jon Wertheim, jefe de redacción sobre tenis de la revista Sports Illustrated, respondió a dicha afirmación tras calcular que el historial entre ambos tenistas sería «cercano a un 50-50» si Nadal hubiera alcanzado más instancias de final en canchas duras, a pesar de que Federer poseía una ventaja de 3-2 sobre Nadal en ese tipo de superficie. Puesto que Federer y Nadal siempre se situaron en los primeros dos puestos del ranking, cuando ambos jugaban un mismo torneo (desde el 25 de julio de 2005) se encontraban en lados opuestos del cuadro y, por lo tanto, era habitual que no se enfrentaran antes de la final. No obstante, debido a la estructura organizativa de la Tennis Masters Cup, ambos deportistas se enfrentarían en semifinales en el caso de que acabaran primero y segundo de sus respectivos grupos, hecho que ocurrió en 2006 y 2007.
De 2004 a 2007, la rivalidad quedó 8–6 a favor de Nadal, aunque Federer lideró en césped (2–0) y pista dura (3–2), Nadal lideró 6–1 en tierra batida. Sin embargo, de 2008 a 2014 (hasta el Abierto de Australia), Nadal logró un récord desproporcionado de 15–4, dominando en todas las superficies, césped (1–0), dura (7–3) y tierra batida (7–1). Desde entonces, y después de jugar solo un partido en los próximos tres años, Federer ha dominado la rivalidad con un récord de 6-1. Federer ha declarado que las primeras derrotas ante Nadal en tierra batida tuvieron un efecto mental duradero sobre él en sus partidos contra Nadal en otras superficies, y que la contundente derrota en Roland Garros 2008, lo afectó anímicamente en los primeros dos sets en la final de Wimbledon 2008. Después de su victoria sobre Nadal en la final del Masters 1000 de Shanghái, Federer atribuyó a su éxito sobre Nadal (4-0) en 2017 gracias a jugar con una raqueta más grande y también evitar los enfrentamientos en tierra batida contra él desde 2013.
Lo limitado de la temporada sobre césped (cuatro torneos, incluido Wimbledon) impide que los encuentros entre Federer y Nadal sean más frecuentes sobre dicha superficie. Sin embargo, tres de sus cuatro enfrentamientos sobre hierba se produjeron en finales de Wimbledon en La Catedral. En su primer choque en césped, el español cayó ante el suizo en cuatro sets, y luego comentó que aquella seguía siendo una «superficie complicada». Por aquel momento, Jimmy Connors rechazó la noción de que Nadal era tan sólo un especialista en canchas de arcilla. Nadal mejoró su participación el año siguiente, cuando llevó a Federer a cinco sets. No obstante, fue un año después, el 6 de julio de 2008, cuando Nadal consiguió alcanzar una victoria histórica contra Federer sobre césped, poniendo fin al récord histórico del suizo de 65 partidos consecutivos ganados en canchas de césped. Hasta ese momento, Federer llevaba 40 partidos seguidos sin perder en Wimbledon (los demás triunfos se debían a rachas ganadoras en el Torneo de Halle en Alemania), y se encontraba a un triunfo de empatar la mayor racha ganadora de todos los tiempos sobre césped, establecida por Bjorn Borg (tanto Federer como Borg perdieron su sexta final consecutiva en Wimbledon, pero Tommy Haas se había retirado por abandono durante su encuentro ante el suizo en 2007, por lo que la racha ganadora de Federer contaba con un partido menos). 11 años después, Federer venció al español en 4 sets en las semifinales de Wimbledon.
Los comentaristas han indicado en varias ocasiones que las diferencias en las personalidades y los estilos de juego de Federer y Nadal son los principales ingredientes que convierten a esta rivalidad en una tan irresistible de seguir. De todas maneras, también hay que señalar que, fuera de las canchas, ambos tenistas gozan de una relación de gran camaradería.
En una entrevista publicada el 23 de mayo de 2010 por el diario español de deportes Marca, Roger Federer afirmó: "Rafa Nadal es mi heredero natural", dejando en claro la admiración que siente por el tenista español, aunque también deslizó cierta crítica a la predilección de Nadal por el juego en arcilla: "No quiero quitarle mérito a Rafa, porque es excepcional y ha ganado mucho. Pero creo que cuando se juega sobre arcilla, uno puede tener problemas sin que se note tanto como en otras superficies".

### Torneos grandes
| Leyenda (2004–2008)            | Leyenda (2009–presente)        | Federer | Nadal |
| ------------------------------ | ------------------------------ | ------- | ----- |
| Grand Slam                     | Grand Slam                     | 20      | 22    |
| Juegos Olímpicos               | Juegos Olímpicos               | 0       | 1     |
| Tennis Masters Cup             | ATP World Tour Finals          | 6       | 0     |
| ATP Masters Series             | ATP World Tour Masters 1000    | 28      | 36    |
| ATP International Series Gold  | ATP World Tour 500 Series      | 24      | 23    |
| ATP International Series       | ATP World Tour 250 Series      | 25      | 10    |
| Total títulos individuales ATP | Total títulos individuales ATP | 103     | 92    |
| Copa Davis*                    | Copa Davis                     | 1       | 5     |
| Copa ATP*                      | Copa ATP                       | 0       | 0     |
| Total torneos grandes          | Total torneos grandes          | 104     | 97    |

- La ATP Cup y la Copa Davis son torneos por equipos, por eso no se tienen en cuenta en la cantidad de títulos individuales, de acuerdo a la metodología de conteo de títulos de la ATP.

### ATP/ITF Ránkings
| Ránkings                 | Federer | Nadal |
| ------------------------ | ------- | ----- |
| Semanas como N.º 1       | 310     | 209   |
| Años acabados como N.º 1 | 5       | 5     |
| ITF World Champion       | 5       | 4     |

### Comparación de títulos en Grand Slam

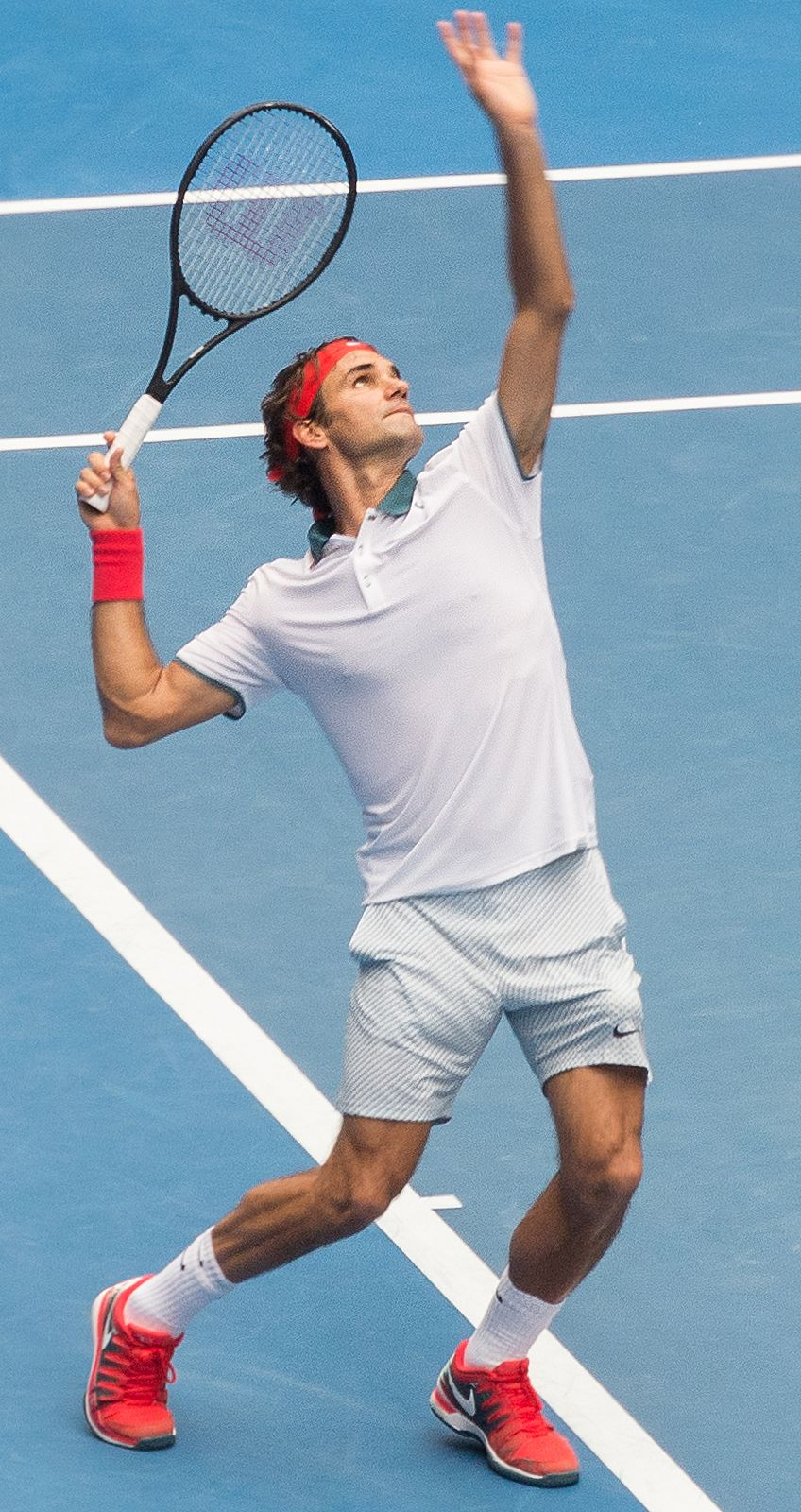
Federer es el segundo jugador con más títulos de Grand Slam con 20 junto a Novak Djokovic

Desde 2018 hasta 2021 Roger Federer tuvo el récord histórico de más títulos de Grand Slam con 20 compartido con Nadal y Djokovic; estos se dividían en 11 en canchas duras, 8 en hierba y 1 en tierra batida. Nadal superó a Federer en 2022 al obtener su segundo Abierto de Australia y su decimocuarto Roland Garros: 14 en tierra batida, 6 en canchas duras y 2 en hierba. Nadal, Djokovic y Mats Wilander son los únicos jugadores en la Era Abierta que han ganado al menos 2 Grand Slam en cada una de las 3 superficies; adicionalmente, Djokovic y Nadal son los únicos en la Era Abierta en ganar los 4 Grand Slam al menos 2 veces.
Nadal es el hombre más joven en la era abierta en ganar los 4 Grand Slam. Ambos jugadores han completado el Grand Slam Carrera (ganando los 4 Grand Slam al menos una vez).
| Grand Slam                | Federer | Nadal |
| ------------------------- | ------- | ----- |
| Abierto de Australia      | 6       | 2     |
| Roland Garros             | 1       | 14    |
| Wimbledon                 | 8       | 2     |
| Abierto de Estados Unidos | 5       | 4     |
| Títulos                   | 20      | 22    |

- Nota:   Negrita  indica récord absoluto en Grand Slams

### Comparación de títulos en Masters 1000

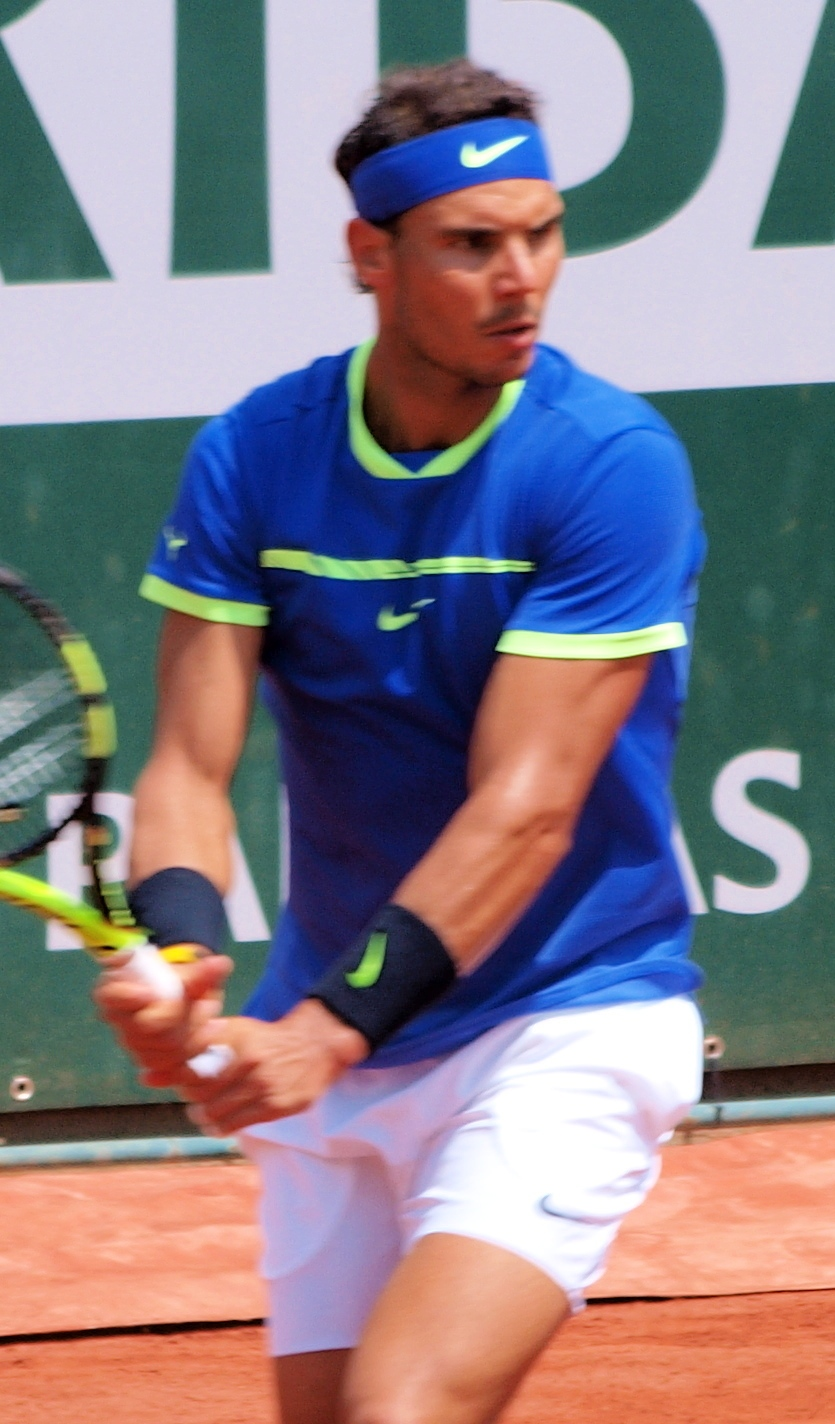
Rafael Nadal es el segundo tenista con más Masters 1000 ganados con 36

Rafael Nadal tiene el récord de 36 Masters 1000, con 26 de sus títulos en tierra batida y 10 en pistas duras. Roger Federer tiene 28, con 22 en pistas duras y 6 en tierra batida. A Federer le faltan dos títulos de Masters 1000, que se juegan en tierra batida (Montecarlo y Roma), mientras que a Nadal le faltan tres títulos de Masters 1000 (Miami, Shanghái y Paris-Bercy), que se juegan en canchas duras y ganó el Masters de Hamburgo antes de ser degradado a ATP 500 en 2009 y reemplazado por el Mutua Madrid Open. Nadal también ganó el Masters 1000 de Madrid en 2005 cuando se jugó en pistas cubiertas en octubre.
Nadal evitó que Federer ganara Montecarlo tres veces entre 2006 y 2008. También venció a Federer dos veces en la final de Roma, en 2006 y 2013. La final de Roma 2006, que Nadal ganó en el quinto set, duró más de cinco horas y es considerada por algunos como una de las mejores y más memorables partidos disputados en arcilla.
En 2005, Federer evitó que Nadal ganara el Masters de Miami en una final de cinco sets. Nadal ganó el primer y segundo set, estuvo break arriba en el tercer set, y a 2 puntos de la victoria antes de que Federer regresara de dos sets abajo para ganar en cinco. Nadal regresó a la final de Miami en 2008, 2011, 2014 y 2017, perdiendo en todas. En 2017, Federer nuevamente venció a Nadal en la final de Miami. También evitó que Nadal ganará el Masters de Shanghái 2017, derrotando al español en la final.
     Dura      Tierra batida
| Torneo               | Federer | Nadal |
| -------------------- | ------- | ----- |
| Indian Wells         | 5       | 3     |
| Miami                | 4       | 0     |
| Montecarlo           | 0       | 11    |
| Hamburgo (-2008)     | 4       | 1     |
| Madrid (2009-act.)   | 2       | 4     |
| Roma                 | 0       | 10    |
| Canadá               | 2       | 5     |
| Cincinnati           | 7       | 1     |
| Madrid (-2008)       | 1       | 1     |
| Shanghái (2009-act.) | 2       | 0     |
| Paris-Bercy          | 1       | 0     |
| Títulos              | 28      | 36    |

- Nota:   Negrita  indica récord absoluto o compartido en Masters 1000

### Comparación de títulos en Copa de Maestros
A partir de 2016, Roger Federer tiene el récord de títulos de Copa Masters con 6 (sumando Tennis Masters Cup y ATP World Tour Finals). Si bien Nadal no ganó el ATP Finals, ha llegado a la final dos veces, en 2010 y 2013. Federer derrotó a Nadal en la final de 2010 y lidera sus enfrentamientos directos en el torneo por 4-1.
| Torneo             | Federer | Nadal |
| ------------------ | ------- | ----- |
| Tennis Masters Cup | 4       | 0     |
| ATP Finals         | 2       | 0     |
| Títulos            | 6       | 0     |

### Comparación en Juegos Olímpicos y Copa Davis (representación nacional)
Rafael Nadal ganó la medalla de oro olímpica en los Juegos Olímpicos de Pekín en 2008. Mientras que Federer no ganó en los Juegos Olímpicos, ha llegado a la final en 2012. Tanto Nadal como Federer han ganado la medalla de oro en dobles en 2016 y 2008 respectivamente.
A partir de 2018, Nadal tiene uno de los récords más dominantes en la historia de la Copa Davis con un registro individual de 29-1 (96 %) y 31 contando dobles. Actualmente lleva 18 victorias consecutivas en este campeonato y ha ganado el título desde que representa a España en cinco ocasiones: 2004, 2008, 2009 y 2011 y con el nuevo formato de Copa Davis 2019. Federer tiene un récord individual de 40-8 (83 %) en la Copa Davis, ganando un título desde que representa a Suiza en 2014.
Nunca se enfrentaron en ninguno de los dos torneos.
| Torneo     | Federer | Nadal |
| ---------- | ------- | ----- |
| Olímpicos  | 0       | 1     |
| Copa Davis | 1       | 5     |
| Títulos    | 1       | 6     |

### Head to Head detallado
Las siguientes estadísticas son un desglose de sus resultados directos:
- Todos los partidos: Nadal, 24-16
  - Polvo de ladrillo: Nadal, 14-2
  - Césped: Federer, 3-1
  - Canchas duras: Federer, 11-9
    - Exterior: Nadal, 8-6 *
    - En pista cubierta: Federer, 5-1
- Nota: La final del Masters de Shanghái 2017 entre Federer y Nadal se jugó con el techo cerrado debido a la lluvia, pero el ATP oficialmente lo cuenta como un partido al aire libre (*).
- Todas las finales: Nadal, 14-10
  - En arcilla: Nadal, 11-2
  - En césped: Federer, 2-1
  - En Dura: Federer, 6-2
    - En Exterior: Federer, 4-2
    - En pista cubierta: Federer, 2-0
- Grand Slam: Nadal, 10-4
  - Abierto de Australia: Nadal, 3-1
  - Roland Garros: Nadal, 6-0
  - Wimbledon: Federer, 3-1
- Finales de Grand Slam: Nadal, 6-3
  - Abierto de Australia: empatados, 1-1
  - Abierto de Francia: Nadal, 4-0
  - Wimbledon: Federer, 2-1
- Partidos en ATP World Tour Finals/Tennis Masters Cup: Federer, 4-1
- Finales ATP World Tour Finals/Tennis Masters Cup: Federer, 1-0
- Partidos en Masters 1000: Nadal, 12-7
- Finales en Masters 1000: Nadal, 7-5
  - Tierra batida: Nadal, 7-2
  - Canchas duras: Federer, 3-0
- Partidos al mejor de cinco sets: Nadal, 12-5
  - Partidos de cinco sets: empatados, 3-3
- Mejor de tres sets: Nadal, 12-11

#### Historial en puntos, juegos y sets
| Federer | Resultado en sets | Nadal |
| ------- | ----------------- | ----- |
| 0       | 9–7               | 1     |
| 10      | 7–6               | 11    |
| 4       | 7–5               | 7     |
| 10      | 6–4               | 16    |
| 13      | 6–3               | 20    |
| 5       | 6–2               | 9     |
| 5       | 6–1               | 5     |
| 3       | 6–0               | 1     |
| 50      | Total sets        | 70    |
| 569     | Total juegos      | 615   |
| 3675    | Total puntos      | 3772  |

#### Todos los enfrentamientos
|                      | Hard (o) | Hard (o) | Tierra batida | Tierra batida | Césped | Césped  | Hard (i) | Hard (i) | Total | Total   |
|                      | Nadal    | Federer  | Nadal         | Federer       | Nadal  | Federer | Nadal    | Federer  | Nadal | Federer |
| -------------------- | -------- | -------- | ------------- | ------------- | ------ | ------- | -------- | -------- | ----- | ------- |
| Abierto de Australia | 3        | 1        | —             | —             | —      | —       | —        | —        | 3     | 1       |
| Roland Garros        | —        | —        | 6             | 0             | —      | —       | —        | —        | 6     | 0       |
| Wimbledon            | —        | —        | —             | —             | 1      | 3       | —        | —        | 1     | 3       |
| ATP Finals           | —        | —        | —             | —             | —      | —       | 1        | 4        | 1     | 4       |
| Indian Wells         | 1        | 2        | —             | —             | —      | —       | —        | —        | 1     | 2       |
| Miami                | 2        | 2        | —             | —             | —      | —       | —        | —        | 2     | 2       |
| Montecarlo           | —        | —        | 3             | 0             | —      | —       | —        | —        | 3     | 0       |
| Roma                 | —        | —        | 2             | 0             | —      | —       | —        | —        | 2     | 0       |
| Hamburgo (-2008)     | —        | —        | 1             | 1             | —      | —       | —        | —        | 1     | 1       |
| Madrid (2009-act.)   | —        | —        | 2             | 1             | —      | —       | —        | —        | 2     | 1       |
| Cincinnati           | 1        | 0        | —             | —             | —      | —       | —        | —        | 1     | 0       |
| Shanghái             | 0        | 1        | —             | —             | —      | —       | —        | —        | 0     | 1       |
| Dubái                | 1        | 0        | —             | —             | —      | —       | —        | —        | 1     | 0       |
| Basilea              | —        | —        | —             | —             | —      | —       | 0        | 1        | 0     | 1       |
| Total                | 8        | 6        | 14            | 2             | 1      | 3       | 1        | 5        | 24    | 16      |

#### Cronología en Grand Slam
| Torneo               | 2004 | 2005 | 2006 | 2007 | 2008 | 2009 | 2010 | 2011 | 2012 | 2013 | 2014 | 2015 | 2016 | 2017 | 2018 | 2019 |
| -------------------- | ---- | ---- | ---- | ---- | ---- | ---- | ---- | ---- | ---- | ---- | ---- | ---- | ---- | ---- | ---- | ---- |
| Abierto de Australia |      |      |      |      |      | N    |      |      | N    |      | N    |      |      | F    |      |      |
| Roland Garros        |      | N    | N    | N    | N    |      |      | N    |      |      |      |      |      |      |      | N    |
| Wimbledon            |      |      | F    | F    | N    |      |      |      |      |      |      |      |      |      |      | F    |

#### Cronología en Dura/Césped
| Torneo               | 2004 | 2005 | 2006 | 2007 | 2008 | 2009 | 2010 | 2011 | 2012 | 2013 | 2014 | 2015 | 2016 | 2017 | 2018 | 2019 |
| -------------------- | ---- | ---- | ---- | ---- | ---- | ---- | ---- | ---- | ---- | ---- | ---- | ---- | ---- | ---- | ---- | ---- |
| Abierto de Australia |      |      |      |      |      | N    |      |      | N    |      | N    |      |      | F    |      |      |
| Dubái                |      |      | N    |      |      |      |      |      |      |      |      |      |      |      |      |      |
| Indian Wells         |      |      |      |      |      |      |      |      | F    | N    |      |      |      | F    |      |      |
| Miami                | N    | F    |      |      |      |      |      | N    |      |      |      |      |      | F    |      |      |
| Wimbledon            |      |      | F    | F    | N    |      |      |      |      |      |      |      |      |      |      | F    |
| Cincinnati           |      |      |      |      |      |      |      |      |      | N    |      |      |      |      |      |      |
| Shanghái             |      |      |      |      |      |      |      |      |      |      |      |      |      | F    |      |      |
| Basilea              |      |      |      |      |      |      |      |      |      |      |      | F    |      |      |      |      |
| ATP Finals           |      |      | F    | F    |      |      | F    | F    |      | N    |      |      |      |      |      |      |

#### Cronología en tierra batida
| Torneo          | 2004 | 2005 | 2006 | 2007 | 2008 | 2009 | 2010 | 2011 | 2012 | 2013 | 2014 | 2015 | 2016 | 2017 | 2018 | 2019 |
| --------------- | ---- | ---- | ---- | ---- | ---- | ---- | ---- | ---- | ---- | ---- | ---- | ---- | ---- | ---- | ---- | ---- |
| Montecarlo      |      |      | N    | N    | N    |      |      |      |      |      |      |      |      |      |      |      |
| Roma            |      |      | N    |      |      |      |      |      |      | N    |      |      |      |      |      |      |
| Madrid/Hamburgo |      |      |      | F    | N    | F    | N    | N    |      |      |      |      |      |      |      |      |
| Roland Garros   |      | N    | N    | N    | N    |      |      | N    |      |      |      |      |      |      |      | N    |

Nota
- En Negrita: partidos que sucedieron en la final.

#### Dura
Nadal y Federer han jugado la mitad de sus 40 partidos (20) en canchas duras, con el enfrentamiento directo en esta superficie en 11-9 a favor de Federer. Una distinción importante es el éxito relativo de los dos jugadores en canchas duras interiores y exteriores. En el primero, Federer lidera a Nadal con un registro de 5-1, mientras que en pistas duras al aire libre, Nadal lidera 8-6. Las condiciones más rápidas y el bajo rebote de las canchas duras bajo techo se ajustan al estilo de Federer, mientras que las en condiciones más lentas y de mayor rebote de la mayoría de las pistas al aire libre favorecen a Nadal. Federer ha derrotado a Nadal en cuatro de los cinco encuentros que han tenido en el ATP Finals/Tennis Masters Cup, incluida la final de 2010, que se juegan en pistas interiores bajo techo. Esta es la única superficie en la que han intercambiado la ventaja en su cabeza a cabeza, lo que ha sucedido varias veces. A pesar del éxito de Nadal en canchas duras, algunos analistas han criticado su falta de consistencia en llegando a finales de torneos de canchas duras por una posible distorsión de los resultados en general de head to head. En referencia a su partido en el Abierto de Australia 2012, Nadal ha dicho que Federer suele ser el "favorito" en "este tipo de superficies".

#### Tierra batida
Han jugado 16 de sus 40 partidos en tierra batida, con una clara de ventaja de Nadal por 14-2 sobre Federer. Los partidos comprenden 13 finales de torneo y 3 semifinales. El español ha ganado los siete encuentros al mejor de cinco sets en tierra batida y 6 en Roland Garros. Su último partido sobre arcilla se jugó en Roland Garros 2019.
De 2005 a 2008, Nadal ganó cada Roland Garros, derrotando a Federer en cada uno de esos torneos (en las semifinales de 2005 y las finales de 2006, 2007 y 2008), así como en la final de 2011. Desde 2005-2010, Nadal ganó al menos 2 de los 3 Masters 1000 sobre arcilla cada año, derrotando a Federer en 6 de ellos. Estadísticamente, Nadal tiene el mejor porcentaje de victorias en tierra batida de cualquier jugador en la historia de la ATP, y tiene el segundo mejor mejor registro de tenis masculino de todos los tiempos en esta superficie después de Anthony Wilding. Como resultado, algunos analistas y jugadores, como Pat Cash y Conchita Martínez, consideran a Nadal el mejor jugador de la historia sobre tierra batida.

#### Césped
Federer y Nadal se han enfrentado cuatro veces en césped, más específicamente en la final de Wimbledon de 2006 a 2008 y las semifinales de 2019. Federer ganó las finales de 2006 2007 y semifinales de 2019, mientras que Nadal ganó la final de 2008. Federer ha ganado el Campeonato de Wimbledon ocho veces, y Nadal ha ganado el campeonato dos veces. Cinco de los títulos de Federer fueron títulos consecutivos (de 2003 a 2007), y los títulos sexto, séptimo y octavo los ganó en 2009, 2012 y 2017 respectivamente. La final de Wimbledon 2008 ha sido alabada como el mejor partido de tenis desde hace mucho tiempo según muchos analistas. En la semifinal de 2019, 11 años después de su último enfrentamiento, con Federer como número 3 del mundo, el suizo ganó en 4 sets.

### Estilos de juego
Federer es considerado por muchos como el mejor tenista de todos los tiempos, mientras que la actuación de Nadal en arcilla ha llevado a muchos expertos a considerarlo el mejor jugador de tierra batida y uno de los mejores tenistas de todos los tiempos.
Federer ha tenido más éxito que Nadal en las pistas rápidas porque golpea un golpe de derecha más plano y tiene un servicio más rápido. Las canchas de césped y las pistas duras son superficies más rápidas, por lo que los golpes más planos de Federer producen una trayectoria de rebote más baja. Por lo tanto, el topspin de Nadal es menos efectivo en canchas más rápidas, pero es más efectivo en canchas más lentas como el barro. Nadal ha mejorado su velocidad de servicio y su ubicación a lo largo de los años, pero Federer sigue siendo más rápido en promedio y gana más aces y ganadores de servicio, mientras que Nadal tiene un juego de fondo más fuerte.
Aunque Nadal es estadísticamente más débil que Federer en pistas duras y de césped, no obstante ha logrado un éxito considerable en ambas superficies, incluidas victorias notables en el Masters de Canadá con 5 títulos; (2005, 2008, 2013, 2018 y 2019); y otras en el US Open; Juegos Olímpicos; Wimbledon; Australia y otros Masters 1000 sobre pista dura.
Del mismo modo, Federer también ha logrado un éxito considerable en arcilla, ganando Roland Garros en 2009 y alcanzando la final en otras cuatro ocasiones (2006, 2007, 2008 y 2011), ganando el Masters de Madrid / Hamburgo seis veces (2002, 2004, 2005, 2007. 2009 y 2012), y ganar varios otros torneos sobre tierra batida.

### Opiniones de los medios y jugadores
Durante entrevistas, muchos comentaristas y extenistas han considerado a Federer y Nadal como uno de los mejores tenistas de todos los tiempos. En noviembre de 2010, el exjugador Björn Borg declaró que creía que Federer era el mejor jugador de todos los tiempos, pero que "Rafa tiene la oportunidad de ser el mejor" si se mantiene saludable.
El extenista y comentarista John McEnroe tuvo una opinión similar, y señaló en 2010 que "hay un argumento para argumentar que Rafael Nadal puede ser el mejor jugador eventualmente, incluso posiblemente ahora". Posteriormente, cambió su opinión en varias ocasiones, en 2013 señaló que pensaba que Nadal era "el mejor jugador que jamás haya vivido", pero más tarde en 2014 reunió a Federer, Nadal, Laver y Sampras como los mejores. En julio de 2015, revirtió su opinión y nuevamente respaldó a Roger Federer como el mejor. En enero de 2017, después de que Federer, con 35 años y regresando a la competición después de una baja de 6 meses debido a una lesión, triunfó sobre Nadal en 5 sets para ganar su 18° Grand Slam en el Abierto de Australia 2017, McEnroe comentó que Federer había consolidado su estatus como el mejor tenista de la historia, pero también dejó abierta la posibilidad de que si Nadal volvía a ganar Grand Slams adicionales pueda reducir la brecha.
En octubre de 2013, Rod Laver, el único tenista que logró ganar los 4 Grand Slam de manera consecutiva dos veces, dijo: "Cuando miro a Federer, con lo que ha logrado, contra la competencia con la que lo ha logrado, debo decir que pensaría que Roger es el mejor."
En la rueda de prensa después de su noveno título en Roland Garros en 2014 y con un total de 14 Grand Slam, tres menos que los 17 de Federer, Nadal dijo que realmente no le importan mucho los registros: "Seguiré mi propio camino. Entonces, cuando mi carrera haya terminado, entonces contaremos".
En mayo de 2014, el ocho veces campeón de Grand Slam Andre Agassi le dijo al periódico Straits Times de Singapur, a través de aljazeera.com: "Pondría a Nadal en el número uno y a Federer en el dos. Federer estuvo cuatro años jugando casi solo, pero Nadal tuvo que lidiar con el propio Federer, Djokovic y Murray en la edad dorada del tenis. Hizo lo que hizo y aún no ha terminado".
En noviembre de 2014, el ex número 1 del mundo Andy Roddick, declaró señalar su apoyo a Federer, explicó por qué cree que los frente a frente no son un factor válido para determinar al mejor de todos los tiempos, "para mí Roger Federer sigue siendo el mejor de todos los tiempos, con Rafael Nadal segundo. La gente habla de que su enfrentamiento directo es el factor determinante, pero no puedo entender que un solo enfrentamiento sea el factor decisivo. Se trata de victorias totales en torneos importantes, no un emparejamiento individual, en mi opinión."
En diciembre de 2014, el tío y entrenador de Rafael Nadal, Toni Nadal, indicó a la estación de radio española Cadena COPE que creía que Federer era el mejor de todos los tiempos en función de las estadísticas y logros generales, y señaló "Creo que es el (Federer, el mejor de todos los tiempos), los números lo dicen". Un día antes de la final del Abierto de Australia 2017, Toni Nadal enfatizó aún más su respeto por Federer, diciendo que "cuando (Federer) termine su carrera, el mejor jugador en la historia del tenis ya no estará, él es el más grande en este momento".
En marzo de 2015, el exjugador Pete Sampras hizo argumentos similares sobre Federer: "Mira los números de lo que ha podido hacer, tienes que decir que es lo mejor que hemos visto". Boris Becker hizo eco de estos comentarios en julio de 2015, "¡Gran respeto por Roger Federer! Es el mejor jugador de todos los tiempos".
En marzo de 2022, el número 7 del mundo en ese momento, el ruso Andrey Rublev comentó sobre Nadal: "Nadal es el mejor jugador de la historia. Él puede hacer cualquier cosa. A veces es mejor sentarse, mirar y disfrutar. El año pasado mucha gente esperaba que jugara el US Open. Ahora regresó, ganó un Grand Slam y está jugando aquí, luego jugará la temporada de polvo de ladrillo. Con él nunca se sabe, pero puede hacer cualquier cosa".
En febrero de 2022, el ex-número 7 del mundo, el francés Richard Gasquet comentó sobre Nadal: "Nadal es el mejor jugador de todos los tiempos, sin duda. Nadie se puede comparar con él. Al igual que Roger Federer, es imposible. Ambos son los dos más grandes campeones de la historia del tenis".
El 14 de junio de 2022, el tenista australiano Nick Kyrgios, campeón en dobles de Australia 2022, afirmó: "Nadal es el mejor porque ganó 22 Grand Slam"

## Evolución de sus carreras
Cuadro comparativo de sus carreras habida cuenta de la diferencia de edad entre ambos de cinco años. Cabe destacar que Rafael Nadal cumple años durante Roland Garros y Roger Federer en agosto, mucho después de Wimbledon y antes del Abierto de Estados Unidos. Actualizado a 9 de octubre de 2017.
| Edad                              | Edad                 | 18   | 19   | 20   | 21   | 22   | 23   | 24   | 25   | 26   | 27   | 28   | 29   | 30   | 31   | 32   | 33   | 34   | 35   | 36   | 37   |
| Temporada de Federer              | Temporada de Federer | 1999 | 2000 | 2001 | 2002 | 2003 | 2004 | 2005 | 2006 | 2007 | 2008 | 2009 | 2010 | 2011 | 2012 | 2013 | 2014 | 2015 | 2016 | 2017 | 2018 |
| Temporada de Nadal                | Temporada de Nadal   | 2004 | 2005 | 2006 | 2007 | 2008 | 2009 | 2010 | 2011 | 2012 | 2013 | 2014 | 2015 | 2016 | 2017 | 2018 | 2019 | 2020 | 2021 | 2022 | 2023 |
| --------------------------------- | -------------------- | ---- | ---- | ---- | ---- | ---- | ---- | ---- | ---- | ---- | ---- | ---- | ---- | ---- | ---- | ---- | ---- | ---- | ---- | ---- | ---- |
| Títulos de Grand Slam             | Federer              | 0    | 0    | 0    | 0    | 1    | 4    | 6    | 9    | 12   | 13   | 15   | 16   | 16   | 17   | 17   | 17   | 17   | 17   | 19   | 20   |
| Títulos de Grand Slam             | Nadal                | 0    | 1    | 2    | 3    | 5    | 6    | 9    | 10   | 11   | 13   | 14   | 14   | 14   | 16   | 17   | 19   | 20   | 22   | —    | —    |
| Partidos ganados de Grand de Slam | Federer              | 0    | 7    | 20   | 26   | 39   | 61   | 85   | 112  | 138  | 162  | 188  | 208  | 228  | 247  | 260  | 279  | 297  | 307  | 325  | 339  |
| Partidos ganados de Grand de Slam | Nadal                | 6    | 19   | 36   | 56   | 80   | 95   | 120  | 143  | 157  | 171  | 187  | 198  | 203  | 226  | 247  | 271  | 282  | 291  | —    | —    |
| Total de títulos                  | Federer              | 0    | 0    | 1    | 4    | 11   | 22   | 33   | 45   | 53   | 57   | 61   | 66   | 70   | 76   | 77   | 82   | 88   | 88   | 95   | 99   |
| Total de títulos                  | Nadal                | 1    | 12   | 17   | 23   | 31   | 36   | 43   | 46   | 50   | 60   | 64   | 67   | 69   | 75   | 80   | 84   | 86   | 88   | —    | —    |
| Total de partidos ganados         | Federer              | 15   | 51   | 100  | 158  | 236  | 310  | 391  | 483  | 551  | 617  | 678  | 743  | 807  | 878  | 923  | 996  | 1059 | 1080 | 1134 | 1184 |
| Total de partidos ganados         | Nadal                | 45   | 124  | 183  | 253  | 335  | 401  | 472  | 541  | 583  | 658  | 706  | 767  | 806  | 873  | 919  | 977  | 1004 | 1028 | —    | —    |
| Ranking                           | Federer              | 64   | 29   | 13   | 6    | 2    | 1    | 1    | 1    | 1    | 2    | 1    | 2    | 3    | 2    | 6    | 2    | 3    | 16   | 2    | 3    |
| Ranking                           | Nadal                | 51   | 2    | 2    | 2    | 1    | 2    | 1    | 2    | 4    | 1    | 3    | 5    | 9    | 1    | 2    | 1    | 2    | 6    | —    | —    |
| Semanas como n.º 1                | Federer              | 0    | 0    | 0    | 0    | 0    | 48   | 100  | 152  | 204  | 237  | 262  | 285  | 285  | 302  | 302  | 302  | 302  | 302  | 302  | 310  |
| Semanas como n.º 1                | Nadal                | 0    | 0    | 0    | 0    | 19   | 46   | 76   | 102  | 102  | 115  | 141  | 141  | 141  | 160  | 196  | 205  | 209  | 209  | —    | —    |

- * = Temporada en curso